# Compagnie du chemin de fer de la Loire
La Compagnie du Chemin de fer de la Loire, d’Andrézieux à Roanne construisit et exploita la troisième ligne de chemin de fer concédée sous la Restauration. Complémentaire du canal de Roanne à Digoin, ce chemin de fer a vocation de faciliter l’exportation de la houille du bassin minier stéphanois, en se substituant à la difficile navigation sur la Loire supérieure en amont de Roanne, et de participer à la grande liaison entre le Nord et le Midi, en joignant la Loire au Rhône. Conçue par des ingénieurs civils peu au fait de l’industrie naissante du chemin de fer, financée par des investisseurs frileux et étrangers au monde de l’industrie, construite au moindre coût et selon des techniques inadaptées à une exploitation rationnelle, cette ligne de chemin de fer ne fit pas prospérer la Compagnie instigatrice qui, après une première faillite et un prêt de l’État pour réaliser des travaux de perfectionnement de la voie ferrée, ne réussit jamais, tout au long de son existence, à être suffisamment bénéficiaire pour verser des dividendes à ses actionnaires et rembourser ses dettes. Finalement, comme les deux autres compagnies de chemin de fer desservant Saint-Étienne, elle fusionna en une compagnie unique, les regroupant toutes les trois.

## Le contexte
De longue date, il a été envisagé de créer un canal reliant la Loire au Rhône par Saint-Étienne, maillon d’une liaison entre l’Océan et la Méditerranée, le Nord et le Midi.
Prémices de cette jonction, le canal de Givors, entreprit au XVIIIe siècle par François Zacharie, est réalisé sur le versant rhodanien et mis en service en 1780 entre Rive-de-Gier et Givors. Sur le versant ligérien, pour obvier aux difficultés de navigation en amont de Roanne, on entreprend le canal du Centre reliant la Loire à la Saône, ouvert en 1793 entre Digoin et Chalon-sur-Saône. Cette réalisation fait renoncer au canal du Forez, proposé par François Zacharie comme le pendant forézien du canal de Givors.
Par ailleurs, l’ouverture en 1810 du canal de Saint-Quentin, entre l’Oise et l’Escaut, met en relation le bassin parisien avec le Nord de la France et la Wallonie, facilitant l’arrivée massive de houille du bassin minier du Nord et d’outre-quiévrain à Paris, en concurrence avec la houille de Saint-Étienne.
L’intensification des échanges sous la Restauration amène l’administration des Ponts & Chaussées, en 1820, à concevoir des projets pour compléter le réseau de navigation intérieur, coordonner le système des canaux et l’étendre à toutes les parties du territoire susceptibles d’en être dotées.
Les lois de 5 août 1821 et 14 août 1822 autorisent le recours à des financements privés (emprunt) pour l’établissement d’un vaste système de canalisation réalisé par l’État (plan Becquey).
C’est dans le cadre du plan Becquey qu’est décidée la réalisation du canal latéral à la Loire entre Briare et Digoin, commencé en 1822. En s’affranchissant de la navigation irrégulière de la Loire, il s’agit d’améliorer les conditions de transport sur l’axe nord-sud qu’appelle l’approvisionnement de Paris ainsi que l’industrialisation croissante du Nivernais et le développement concomitant de Fourchambault, Nevers, Imphy, Decize, Azy notamment.
Bien vite, les limites du recours à l’emprunt et l’imprécision des devis des ingénieurs de l’État remettent en cause ce vaste plan de canalisation.
Dans la région de Saint-Étienne, l’insatisfaction se manifeste de ne pas être relié à ce système de canalisation, vital pour le développement économique de la ville et des houillères environnantes. Parmi les propagandistes des projets de canalisation de la Loire, Jean-Jacques Baude, directeur de la « Compagnie des mines de Firminy et Roche-la-Molière », n’est pas le moindre. Il reprenait en cela le projet de canal de Haute Loire envisagé dans le plan Becquey, entre Digoin et l’embouchure du Furand (Furan).

## Le choix du chemin de fer
En aval de Roanne, un canal semble réalisable jusqu’à Digoin pour rejoindre le canal latéral à la Loire. Ne figurant pas au nombre des canaux autorisés par les lois de 1821 et 1822 (plan Becquey), il est autorisé par la loi du 29 mai 1827, adjugé le 7 août 1830 et concédé par ordonnance royale du 11 octobre 1830. Les travaux débutent en 1832 et le canal est ouvert en 1838, en même temps que le canal latéral à la Loire.
Malgré les études faites, en 1826, par Cormier, inspecteur général des Ponts & Chaussées chargé de la navigation sur la Loire, estimant possible d’établir un canal latéral, l’administration des Ponts & Chaussées à Paris juge, qu’en amont de Roanne, les difficultés pour rendre la Loire navigable ou construire un canal latéral, sont insurmontables (irrégularités du fleuve et danger de navigation) ; la Loire est, par endroits entre Balbigny et Commières à Villerest, un véritable torrent,. Un projet alternatif à celui empruntant le lit de la Loire est étudié visant à tracer un canal à bief de partage par le seuil de Neulise, séparant la plaine de Roanne de la plaine du Forez, jusqu’à Balbigny où il aurait rejoint le lit du fleuve canalisé. Les difficultés techniques de réalisation (44 écluses, galerie de 10 000 m de long, rigole d’alimentation du bief de partage) et son coût (21 MF) firent renoncer à ce projet.

Cartes comparatives du transport de marchandises vers la capitale à la fin du règne de Louis XIV (navigation à voile sur la Loire) et en 1838 (navigation à vapeur sur la Seine à partir de Rouen)

Le transport des marchandises sur la Loire supérieure (houille principalement) à partir des ports de la Noirie (houille de Firminy), Saint-Just ou Andrézieux (houille de Saint-Étienne) jusqu’à Roanne, se fait au moyen de bateaux en bois de sapin à fond plat, dénommés « saint rambertes », ou « rambertes » du nom du port d'origine (Saint-Rambert) où se trouvent des chantiers navals.
Les « saint rambertes » descendent la Loire jusqu’à Roanne où le régime moins capricieux du fleuve permet à chaque bateau de recevoir un tonnage plus important ; 40 à 45 tonnes. Pour trois bateaux arrivant à Roanne, on en vide un pour compléter le chargement des deux autres ; le troisième est déchiré. La cargaison est constituée de houille, mais également de produits métallurgiques, de verre à vitre, de bouteilles, de poisson, de chanvre et de vin. Compte tenu de la rapidité du courant et des difficultés de navigation sur le fleuve, les bateaux ne le remontent jamais et, arrivés à destination en aval, ils sont déchirés, notamment comme bois de chauffage.
Cette navigation fluviale, quelques semaines par an, est tributaire des caprices du cours irrégulier du fleuve (fort étiage et crue violente) et n’est pas sans dangers à certains endroits (escarpements, rochers à pic, défilés étroits comme le passage des Roches, absence de rive...). En outre, l’augmentation du volume des transports ainsi que l’impossibilité de remonter le fleuve en bateau appellent la construction d’un nombre croissant de « saint rambertes » et, consécutivement, l’abattage d’un plus grand nombre de sapins qu’il faut aller rechercher de plus en plus loin et transporter sur des routes souvent impraticables. À la destruction des forêts alentour s’ajoute l’augmentation du prix de construction des bateaux.
Le chemin de fer de Saint-Étienne à Andrézieux, en cours de construction, et celui de Saint-Étienne à Lyon qui vient d’être concédé, sont autant d’arguments en faveur d’un chemin de fer d’Andrézieux à Roanne à la place d’un canal dont l’alimentation régulière en eaux à partir d’un fleuve torrentiel, par endroits, et à l’étiage très bas à certaines périodes de l’année, ne parait techniquement pas réalisable.
Le chemin de fer d’Andrézieux Roanne sera le complément du canal de Roanne à Digoin. Tel est le choix décidé par l’administration en 1827. Le Conseil général du département de la Loire s’était prononcé en ce sens en 1826.
L’administration justifie ce choix car le chemin de fer est :
- plus rapide (« le commerce préfère toujours la voie la plus prompte, quoique plus coûteuse, à celle qui l’est moins ») ;
- plus régulier (le commerçant est assuré de recevoir ses marchandises à la date fixée. Le chemin de fer évite ainsi des frais d’entreposage pour retard et une perte d’intérêt de ses clients. En outre, la régularité évite la fluctuation des prix) ;
- plus économique qu’un canal.

Ce choix est contesté par J.-J. Baude faisant remarquer, qu’en remplacement d’un projet de canal d’Andrézieux à Digoin, en 1823, resté sans suite, « l’administration a deux fois mis au concours un chemin de fer à exécuter entre ces deux points : deux fois son attente a été trompée, et les concours ouverts n’ont provoqué aucune soumission ». Cette circonstance justifie, à ses yeux, que le projet de canal, qu’il a exposé en 1822, soit soumis à enquête publique.
Dès avril 1827, la compagnie du chemin de fer de Saint-Étienne à la Loire sollicite auprès de l’administration l’autorisation de le prolonger jusqu’à Roanne,.
Fin 1827, Mellet et Henry soumissionnent directement auprès de l’administration la construction du chemin de fer d’Andrézieux à Roanne.

## Le projet

### Le cahier des charges
L’administration décide de concéder le chemin de fer par adjudication publique. À cet effet, elle publie, le 29 mars 1828, le cahier des charges du chemin de fer d’Andrézieux à Roanne qui dispose :
- Art 1er : Le chemin de fer sera terminé dans un délai de 7 ans à compter de l’ordonnance qui approuve la concession. Il est établi sur la rive droite ou la rive gauche de la Loire. Il est mis en communication au port d’Andrézieux avec le chemin de fer en cours d’exécution entre Saint-Étienne et la Loire qui sera libre d’y faire circuler des « chars »[17]. Le chemin est à double voie sauf aux passages qui nécessiteraient une voie unique ;
- Art 2 : Le tracé, dressé à la charge de la compagnie, sera terminé dans un délai d’un an à dater de l’ordonnance de concession ;
- Art 4 : Les expropriations nécessaires seront faites sous l’égide de la loi du 8 mars 1810 relative aux expropriations pour cause d’utilité publique. Les litiges sur le prix des expropriations seront résolus par les tribunaux ;
- Art 5 : La compagnie dispose des droits de l’administration en matière de travaux de l’État, sous réserve d’indemniser à l’amiable les propriétaires, pour se procurer les matériaux de remblais et d’empierrement, leur extraction, transport et dépôt. Les litiges seront résolus par le Conseil de préfecture ;
- Art 8 : Pour indemniser la compagnie de ses dépenses pour la construction, l’entretien et l’exploitation du chemin de fer, elle est autorisée à percevoir à titre perpétuel, les droits (tarif) déterminés par l’adjudication. La concession sera dévolue à la compagnie qui offrira le plus fort rabais sur le maximum de ces droits, fixé à 15 cts/t/km à la descente et 18 cts/t/km à la remonte. En contrepartie des droits perçus, la compagnie concessionnaire sera tenue d’exécuter constamment, avec soin, exactitude et célérité, à ses frais et par ses propres moyens, le transport des denrées, marchandises et matières quelconques qui lui sont confiées. Toutefois le transport des masses indivisibles de plus de 2 t ou les marchandises de moins de 1 m3 ne pesant pas 500 kg n’est pas obligatoire (par décision du 14 mai 1828, limite ramenée à 200 kg sur la demande de la Chambre consultative des arts et manufactures de Saint-Étienne) ;
- Art 9 : La compagnie sera déchue de la concession si elle ne termine par le chemin de fer dans le délai fixé à l’article 1er, ou si moins du quart de la longueur est réalisé dans le délai de deux ans, ou moins du tiers dans un délai de trois ans ;
- Art 10 : La compagnie est soumise au contrôle et à la surveillance de l’administration ;
- Art 13 : La compagnie s’oblige à doubler, dans le mois qui suit l’adjudication, le dépôt préalable de 300 000 F de caution.

Ce cahier des charges s'inspire de celui du chemin de fer de Saint-Étienne à Lyon ; mention uniquement du transport de marchandises (pas de voyageurs) et indifférenciation du tarif selon la nature des marchandises transportées. Mais, à la différence des deux premiers chemins de fer au départ de Saint-Étienne, (Saint-Étienne – Andrézieux et Saint-Étienne – Lyon), le tarif distingue la remonte de la descente. Comme pour le chemin de fer de Saint-Étienne à Lyon, la construction de la voie ferrée ne doit pas faire obstacle à l’établissement de voies concurrentes (canaux, route ou autre voie ferrée). Le contrôle de l’administration est quasi inexistant ; il se limite au contrôle et à la bonne exécution du cahier des charges mais l’administration n’intervient pas dans le domaine financier (concession à perpétuité et autorisation donnée de percevoir un tarif). Aucune clause de rachat ou de déchéance n'est mentionnée, seulement la possibilité d’une nouvelle adjudication en cas de retard ou de difficultés. Le cahier des charges est muet sur la question des gares, ou « port sec », comme des embranchements pour desservir des mines ou d’autres établissements industriels. Les conditions de libre parcours (circulation) des wagons de la compagnie Beaunier sur ce chemin de fer ne sont pas précisées, hormis le raccordement à Andrézieux. La caution est d'un montant élevé (600 000 F) ; il s’agit de s’assurer ainsi de la solidité des financeurs.
La chambre consultative des arts et manufactures de Saint-Étienne fait quelques observations dans une délibération du 26 avril 1828. La ville de Saint-Étienne donne un avis favorable. La ville de Roanne et sa chambre consulaire ne semble pas avoir été consultées
Le projet est acquis à l’administration (déjà deux soumissions n’avaient pas été suivies d’effet). L’enquête publique fut brève.
L'adjudication se déroule au ministère de l’Intérieur, le 19 mai 1828.
Mellet et Henry sont seuls soumissionnaires présentant un rabais de 0,05 cts sur le maximum fixé par le cahier des charges, soit 0,145 F/t/km à la descente et 0,175 F/t/km à la remonte, avec une durée de travaux de 3 ans. Le chemin de fer leur est adjugé le 21 juillet 1828, approuvé par ordonnance royale du 27 août 1828.
La circonstance qu’une seule proposition fut présentée pour ce chemin de fer laisse à penser que d’aucuns doutent de la faisabilité de ce chemin de fer ou estiment trop bas le tarif fixé par le cahier des charges.
En octroyant ce chemin de fer à une troisième compagnie différente de celle de Beaunier et de Seguin, l’administration confirme son opinion sur les chemins de fer, à savoir une construction annexe d’un complexe industriel (transport de la houille des lieux d’extraction ou d’entreposage vers un fleuve ou un canal). Dès lors, la notion de réseau ferroviaire n’a pas lieu d’être. Comme pour les précédents, ce chemin de fer et ses dépendances sont des affaires privées, comme n’importe quelle autre entreprise ; l’État n’a pas à s’en mêler. La notion de service public n’existe pas.
Dès l’adjudication, Mellet et Henry s’inquiètent de la prospérité de leur chemin de fer dans le cadre de la réalisation de la liaison du Nord au Midi pour laquelle ils fondent de grands espoirs et qui tarde à se réaliser. Aussi, ont-ils proposé à l’administration d’exécuter la liaison entre Roanne et Digoin soit par un chemin de fer soit par un canal. Le Conseil général de la Loire manifeste son opposition à cette demande, contraire à la loi du 29 mai 1827 autorisant la concession du canal, par crainte d’un tarif plus élevé néfaste au commerce et à l’industrie.

### Le projet

#### Objectifs et coût

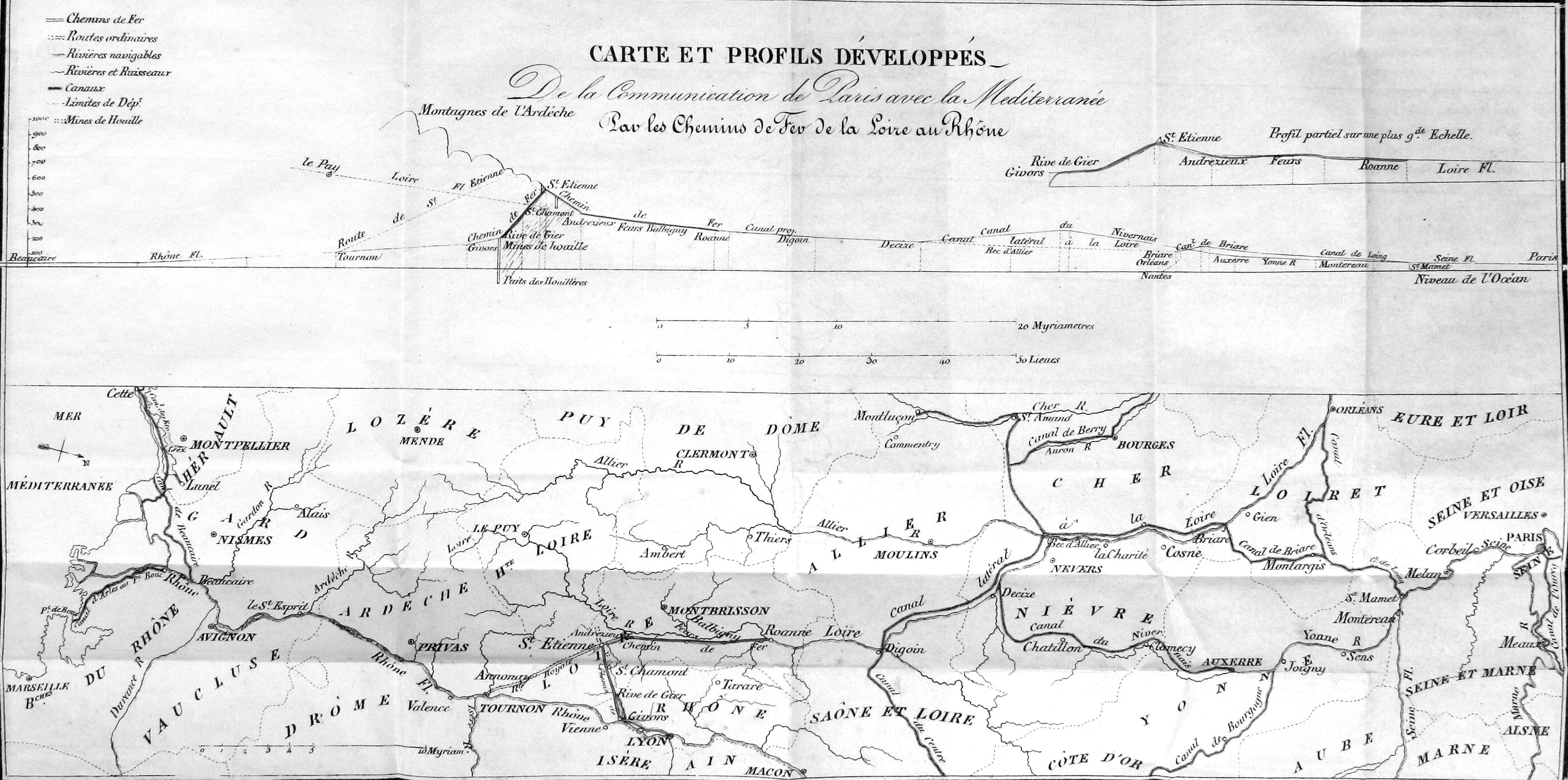
Carte générale en annexe du mémoire de Mellet et Henry (1828)

Dans leur mémoire de présentation en 1828 en vue de l’adjudication, Mellet et Henry justifie leur projet par :
- l’importance du bassin houiller de Saint-Étienne et de l’industrie de l’arrondissement. Le gisement houiller stéphanois produit près de la moitié de la production nationale. Facilitée par de nouveaux moyens de transport, la production de Saint-Étienne augmentera encore davantage. Outre la houille, l’arrondissement de Saint-Étienne compte 5 hauts-fourneaux, des forges à l’anglaise, 4 fabriques d’acier, des moulins à soie, des scieries, des papeteries, des manufactures de rubans, de quincaillerie, de clouterie, d’armes à feu ;
- les difficultés des transports sur la haute Loire. Entre Andrézieux et Roanne, on ne compte guère plus de 50 à 70 jours de navigation effective à la descente. « On a vu, avec des chargements de houille, mettre plus de six mois pour parvenir d’Andrézieux à Paris ». La remonte depuis Roanne est impossible par voie d’eau. Face aux difficultés de transport par la Loire, les fabricants de Saint-Étienne préfèrent le transport dispendieux par le roulage sur des routes encombrées et mal entretenues ;
- la nécessité d’un chemin de fer d’Andrézieux à Roanne. Le chemin de fer de Saint-Étienne à Andrézieux ne rend pas entièrement satisfaction car il a l’inconvénient d’aboutir à un point où la Loire n’est pas navigable à la remonte et ne l’est que quelques jours de l’année à la descente. Seul un chemin de fer peut suppléer à cette carence. Deux directions sont envisagées pour le tracé :
  - il pourra être établi aisément dans la large plaine du Forez puis, de la bordure de cette plaine jusqu’à Roanne, « on remontera sans peine le plateau en suivant une pente médiocre que l’on pourra même adoucir si l’on veut par une tranchée ou par un court souterrain. Arrivé en vue de Roanne, on pourra se développer sans obstacle jusqu’à cette ville, en suivant parallèlement la route actuelle, et arriver au bassin projeté du canal de Roanne à Digoin ». Selon ce tracé, le chemin de fer aurait une longueur de 75 km, se rapprochant de la direction de la route neuve de Saint-Étienne à Roanne,
  - au mieux, si l’on veut suivre qu’une seule pente d’Andrézieux à Roanne, on pourra établir le chemin de fer en suivant constamment les bords de la Loire, mais à voie unique dans le passage des Roches « à cause de l’escarpement des rives ». Selon ce tracé, le chemin de fer aurait une longueur de 80 km ;
- le complément de la communication du Nord avec le Midi de la France. Le chemin de fer de la Loire comble la lacune de la communication entre le Rhône et la Loire navigable. « La ligne de notre chemin de fer n’aura point de rivale… La difficulté de la remonte du Rhône et de la traversée de Lyon, celle de la remonte de la Saône, qui manque d’eau six mois de l’année, et enfin le retard occasionné par les détours et écluses du canal du Centre, empêcheront de prendre cette voie aussitôt qu’il s’en présentera une autre plus directe et plus facile ».

Ils évaluent le trafic de marchandises existant à 170 000 t, principalement à la descente (112 000 t de houille, 32 000 t de marchandises transitant par Givors, 8 000 t de marchandises de toutes espèces et 5 000 t de verrerie) et, dans une faible mesure, à la remonte (4 000 t de vin du Roannais, 8 000 t de plâtre et 1 000 t d’autres marchandises). Par l’effet de la création du chemin de fer d’Andrézieux à Roanne, ce sont 138 000 t supplémentaires de houille à la descente et, à la remonte, 12 000 t de minerai de fer du Nivernais, du Berry et de Bourgogne ainsi que des terres réfractaires d’Auvergne, chanvre et grains de l’Allier qui viendraient s’ajouter au trafic actuel. Au total, une fois en service, le chemin de fer est susceptible de transporter 320 000 t de marchandises.
Pour un chemin de fer à deux voies d’une longueur de 80 km, c'est-à-dire en suivant le cours de la Loire, le coût (devis) de construction et d’établissement (investissement) est estimé  à :
| Dépense de construction et d’établissement                                                                                     |             |
| --- | ----------- |
| Achat de terrains, terrassement, ouvrages d’art                                                                                | 1 200 000 F |
| Établissement de la voie (rail en fer forgé, dés de pierre, support en fonte, cheville en chêne, clous, coins, pose des rails) | 4 189 600 F |
| Frais généraux d’administration, levée des plans, nivellement, voyages, conduites des travaux                                  | 800 000 F   |
| Plans inclinés, souterrain (1 200 m)                                                                                           | 480 000 F   |
| Travaux accessoires (magasins, pont sur la Loire à Roanne)                                                                     | 600 000 F   |
| Matériel de transport (700 chariots)                                                                                           | 490 000 F   |
| Machines locomotives (30 exemplaires)                                                                                          | 450 000 F   |
| Frais imprévus | 820 960 F   |
| Intérêt de 4 % aux actionnaires à compter de leur versement, pendant 5 (duré prévisible des travaux)                           | 903 056 F   |
| TOTAL construction et établissement                                                                                            | 9 933 616 F |

À ce coût, il convient d’ajouter les dépenses annuelles d’entretien et de transport (fonctionnement), à savoir :
| Dépenses annuelles d’entretien et de transport                       |           |
| -------------------------------------------------------------------- | --------- |
| Frais d’administration et de garde                                   | 60 000 F  |
| Frais d’entretien (1,5 % du coût de construction et d’établissement) | 100 000 F |
| Frais de transport (machines locomotive)                             | 330 000 F |
| Entretien chariots et autres matériels                               | 60 000 F  |
| Intérêt à 4 % du capital social 100 000 000 F                        | 400 000 F |
| TOTAL entretien et transport annuel                                  | 950 000 F |

Enfin, il est prévu de verser un dividende de 6 % du capital, soit 600 000 F. La dépense totale de fonctionnement est estimée à 1 550 000 F.
Pour couvrir cette dépense par les recettes, Mellet et Henry jugent suffisant, au coût moyen du péage (descente et remonte) de 12 cts, un transport de 129 167 t de marchandises, soit 40 833 t en deçà du trafic de marchandise existant ; ainsi, ces 40 833 t « seront pur bénéfice » et permettront d’atteindre un rendement de 14,9 %. Le chemin de fer n’a pas à craindre la concurrence des autres modes de transports qui abaisseraient leur tarif ; « On voit que dans les hypothèses les plus défavorables, qui sont celles où il ne passerait sur le chemin de fer que le tiers ou le quart des marchandises formant la circulation actuelle, ses revenus n’en restent pas moins assurés ».
Ces estimations et le devis sont d'autant plus optimistes qu'il faut convaincre des investisseurs pour financer cette entreprise.

#### Tracé

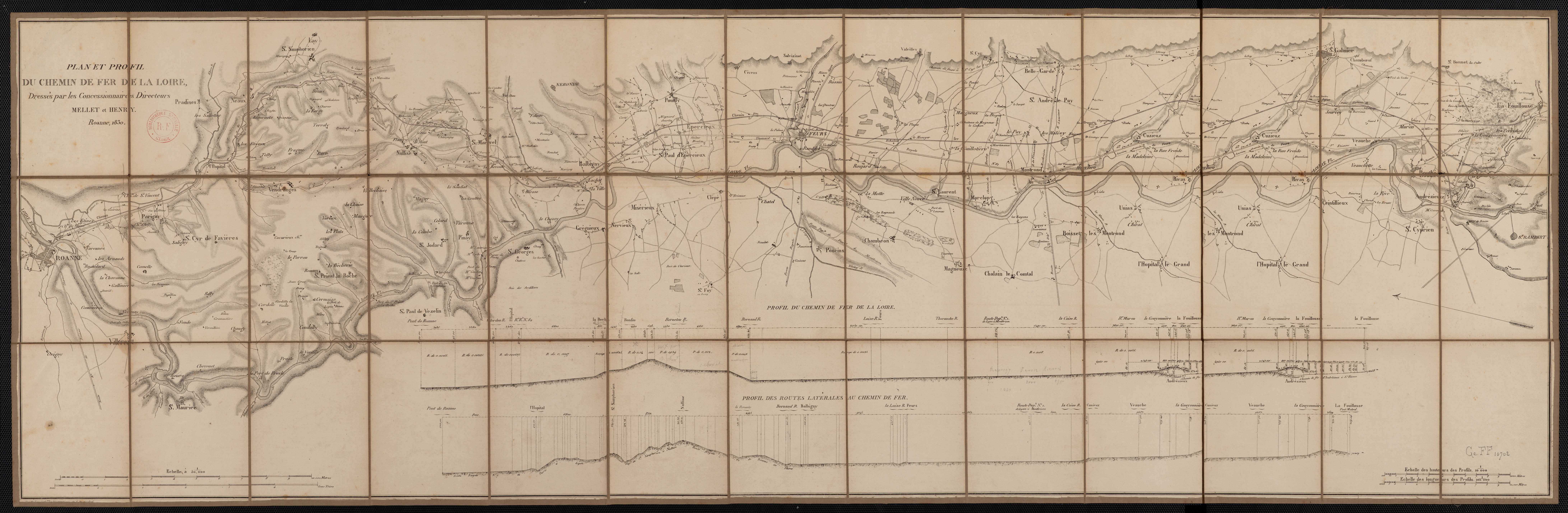
Carte du chemin de fer de la Loire (1830) (apparait la jonction avec le port de Roanne, sur la rive gauche de la Loire, et, tracé à la main, le raccordement de la Quérillère)

Le tracé définitif présenté par Mellet et Henry en juin 1829, ne suit plus comme présenté dans le devis le cours de la Loire mais se rapproche de la route de Saint-Étienne à Roanne.
La difficulté du tracé réside dans le franchissement du massif montagneux entre la rivière du Bernand (en aval de Balbigny) et le débouché du fleuve au lieu-dit les Commières (en amont de Roanne à Villerest).
En longeant la Loire sur une étendue de 36 km et en ménageant « une pente douce et régulière comme celle du fleuve », il faut maintenir le tracé au-dessus des plus grandes crues du fleuve (jusqu’à 20 m de hauteur), nécessitant des remblais considérables et franchir les affluents du fleuve par des ouvrages très élevés. Autant de travaux coûteux. En outre, sauf à multiplier les «percemens» (tunnels) et tranchées, il faut multiplier les courbes dont certaines d’un minimum de 100 m de rayon. Cette contrainte interdit l’emploi de machines locomotives et réduit l’exploitation à la traction hippomobile.
Mellet et Henry ont préféré étudier un tracé dit de « chemin de fer à points de partage » où, par analogie à un canal, les écluses sont remplacées par des plans inclinés qui permettent de maintenir le tracé au plus bas dans les vallons et de remonter au plus haut sur les plateaux. Selon ce principe, deux directions peuvent être envisagées ; l’une à l’ouest par le massif de la Madeleine (sur la rive gauche du fleuve), l’autre à l’est par le massif du Beaujolais (sur la rive droite).
Le tracé par la rive gauche tend à joindre Lentigny, au sud-ouest de Roanne, les Royaux, Châtelus, le Ménard et la rivière d’Aix. Plusieurs directions sont possibles après le Ménard ;
- soit en empruntant le vallon de l’Isable à hauteur du col de Vitré, au moyen d’un plan incliné, ou bien, plus au sud, à hauteur de Saint-Polgues, au moyen d’un plan incliné ou d’un percement ;
- soit, délaissant l’Isable, en passant par Bully, Pierrefitte, les vallons du Charavet et du Sac, les forêts de Bas et des Ardilliers, et Pommiers.

De tous les tracés envisagés sur la rive gauche, le plus court a encore 9 km de plus que par la rive droite.
Le tracé par la rive droite tend à joindre les vallons du Gand, affluent du Rhins qui longe Le Coteau face à Roanne, à celui du Bernand près de Balbigny. Le passage du Gand au Bernand peut s’effectuer soit par le col de la Croix, au sud-est de Saint-Just-la-Pendue, soit par Croizet-sur-Gand, soit par Neulise. C’est ce dernier qui est retenu car le plus court et le dénivelé à franchir le moins élevé. Le passage du seuil de Neulise peut se réaliser :
- soit par un percement de 1 200 m qui, d’un point au-delà du lieu-dit Le Château de Péray surplombant le vallon du Grand-Ris, débouche au domaine de la Ronce. Le tracé passe ensuite au pied Monternaud et rejoint le vallon du Berneton. Ce tracé développe une longueur de 35,3 km et nécessite de nombreuses courbes pour se maintenir sur le coteau des vallons empruntés. Mais ce tracé est d’autant mieux écarté que Mellet et Henry ont fait le choix, dès le départ, de plans inclinés ;
- soit par un double plan incliné rachetant, d’un côté, le dénivelé du Grand-Ris et, de l’autre, celui de Champagny. C’est cette solution qui est retenue, bien que Mellet et Henry reconnaissent qu’ « en concentrant pour ainsi dire les difficultés et les dépenses [de construction] sur un moindre espace [une moindre longueur du tracé], nous diminuons les produits du chemin de fer relativement au capital employé ». Mais « l’économie qu’y trouvera le commerce tendra de plus en plus à augmenter les transports [les volumes de marchandises empruntant le chemin de fer] et à nous dédommager d’une manière profitable à tous les sacrifices primitifs que nous aurions faits »[note 12]. Ce tracé est long de 28,355 km.

Le tracé complet débute au Coteau, située sur la rive droite de la Loire en face de Roanne, parcourt la plaine, par deux légères pentes (une première de 1,65 ‰ suivie d’une seconde de 3,85 ‰), jusqu’à la vallée resserrée du Rhins (pente de 6,37 ‰) pour arriver à L’hôpital-sur-Rhins où la voie sera établie au niveau de la chaussée de la route royale no 7 (Paris - Lyon - Antibes). La ligne emprunte ensuite la vallée du Gand, franchit un affluent, le Grand Val, et se poursuit sur le coteau droit du Gand. Le cours sinueux de la rivière est en deux endroits redressé par des talus empierrés en protection des plus grandes crues. Dans cette partie du parcours, trois courbes ont un rayon de 200 m, les autres un rayon supérieur. À hauteur de Saint-Symphorien-de-Lay, au confluent du Gand et du Grand-Ris, est établi, en tranchée, un plan incliné (lieu-dit du Buis au sommet) (L : 850 m –  pente : 49 ‰, réduite à l’extrémité inférieure de manière à faciliter le départ des convois à la remonte) pour rejoindre, en hauteur, la rive gauche du Grand-Ris dont le cours est redressé à deux endroits. Après 1,425 km, la ligne arrive au second plan incliné (Neulise), double, dont les deux pentes (L : 2 230 m – pente 40 ‰ et L : 2 230 m – pente 39 ‰) sont séparées d’une partie horizontale de 625 m de long réalisée en tranchée. Passé le plan incliné, la ligne arrive en contrebas du parc du château de Saint-Marcel-de-Félines et traverse le Berneton, par un pont de 4 m, pour suivre la rivière sur sa rive gauche à travers le Bois Guyot. Elle traverse le vallon de Saint-Marcel, en face du pont routier de la Revoute, sur un remblai de 21 m de hauteur et 150 m de long. La ligne parcourt le plateau jusqu’à Biesse où se situe le troisième plan incliné (L : 1 890 m – pente : 44,6 ‰) qui se termine à la maison Reynaud dans le vallon du Bernand. Ensuite, suivant la Loire, la ligne entre dans la plaine du Forez, passe Balbigny, franchit le ruisseau de Pouilly (pont), puis la Loisse (remblai) et atteint Feurs, croisement des routes royales no 7 (Paris - Lyon - Antibes) et no 89 (Lyon-Bordeaux). Poursuivant son chemin, la ligne franchit le Garollet (pont) et le Thoranche (pont), puis continue par des alignements et des courbes de 2 000 m de rayon jusqu’à Montrond. La ligne franchit la Coisse, par un pont à trois arches, puis emprunte le vallon du Volvon, son affluent, en s’élevant par une légère pente (5,6 ‰). Elle passe Veauche et, au lieu-dit les Murons, oblique vers le sud-est jusqu’à la chapelle d’Andrézieux d’où elle redescend sur les bords de la Loire au moyen d’un quatrième plan incliné (L : 887 m – pente 33 ‰) et enfin se raccorde chemin de fer de Saint-Étienne à la Loire 100 m avant le pont du Furens.
Si ce raccordement à Andrézieux est conforme au cahier des charges, Mellet et Henry n’en proposent pas moins une variante afin d’établir un raccordement à la Fouillouse, en amont d’Andrézieux, soit un raccourci de 5 km. Ce raccordement est la continuation de la ligne venant de Veauche jusqu’au bois de la Fouillouse sur le coteau du Furens, au nord-est de la localité, qui est franchi par un double plan incliné (L : 1 000 m – pente 30 ‰ et L : 1 000 m – pente 36,9 ‰). Il permettrait une économie sur le coût du transport de Saint-Étienne à Roanne. Si l’administration l’ordonne, ce raccordement sera détruit à la fin des travaux mais, dans ce cas, Mellet et Henry demandent la reconnaissance d’un droit si une autre compagnie venait à revendiquer ultérieurement sa construction. Ils justifient cette variante par les prescriptions des articles 5 et 6 du cahier des charges autorisant l’occupation temporaire de terrains pour se procurer les matériaux indispensables à la construction du chemin de fer et qui peuvent être transportés, selon eux, au moyen d’un « chemin de service », au demeurant une voie ferrée. Le Conseil général de la Loire se prononce contre cette variante craignant que le chemin de fer monopolise le transport de la houille au détriment de la navigation à Andrézieux,.
La longueur totale du chemin de fer est de 67,445 km de Roanne à la Fouillouse ou 66,015 km jusqu’à Andrézieux, au lieu des 80 km figurant au devis.
Enfin, pour déférer au vœu de la municipalité de Roanne de faire aboutir le chemin de fer en ville jusqu’au quai de la Loire où aboutira le canal de Roanne à Digoin, Mellet et Henry proposent de prolonger la ligne en l’installant sur l’un des trottoirs du pont au-dessus du fleuve puis, après une courbe serrée de 200 m de rayon, de la conduire le long du bassin du canal. Le rapprochement avec la route royale no 7 (Paris – Lyon – Antibes) facilitera les chargements/déchargement de marchandises. Le passage sur le pont se fera au moyen de « plattes-bandes » de métal chevillées sur les dalles du trottoir gauche.
Le tracé est approuvé par ordonnance royale du 21 mars 1830. S’agissant du raccordement avec le chemin de fer de Saint-Étienne à la Loire, l’ordonnance rappelle l’article 1er du cahier des charges disposant qu’il s’effectuera à Andrézieux ; la demande d’un raccordement à la Fouillouse est donc rejetée. Les concessionnaires doivent présenter, dans un délai d’un an, les plans précis de départ et d’arrivée à Roanne (au Coteau) et Andrézieux ; pour Andrezieux, la ligne sera dirigée vers la Loire à partir du domaine de Muron [les Murons] et, pour Roanne, elle sera dirigée vers le fleuve à partir de l’allée du château d’Ailly au Coteau. Ils devront également préciser les points de chargement/déchargement à Feurs. Au croisement des routes royales ou départementales, des bornes, poteaux ou lisses seront installées ainsi que partout où il sera nécessaires de prévenir les accidents.

## La société concessionnaire
La réalisation du projet de chemin de fer est confiée à l’initiative privée sous la forme d’une société anonyme par actions, dénommée Compagnie du chemin de fer de la Loire, constituée entre ses membres en novembre 1828 selon l’acte notarié enregistré en avril 1829,.
Les actions, d’une valeur nominale de 5 000 F sont réparties entre les souscripteurs suivants :
Les actions sont acquises (« libérées ») aux souscripteurs dès lors qu’ils auront répondu à tous les appels de fonds par 1/10e, échelonnés du 1er mai 1829 au 1er octobre 1833 (art. 8).
À ces actions de capital, sont créées 400 actions d’industrie accordées (art. 19 & 20 des statuts de la société), jusqu’à 15 % du total, aux fondateurs de la compagnie (tous les souscripteurs) en fonction du nombre d’actions souscrites par chacun d’eux, et le surplus à Mellet et Henry en contrepartie de l’abandon, à la compagnie, de la concession qui leur a été accordée, du temps et du soin qu’ils consacreront à la construction du chemin de fer. Les actions d’industrie des concessionnaires seront remises après l’achèvement du chemin de fer. Pour gage du succès de ce projet, Mellet et Henry consentent (art. 67), pendant dix ans, à ce que les actions d’industrie ne concourent pas au partage des bénéfices avant que les actions de capital aient reçues un intérêt de 4 % prévu aux statuts (art. 18) et un dividende de 3 %. Ce n’est qu’après cette première répartition, que les actions d’industrie reçoivent 3 % et le solde des bénéfices répartit entre toutes les actions (capital et industrie). En cas d’imprévu, la compagnie peut créer 200 actions nouvelles de 5 000 F chacune (art. 69).
Le siège social de la société est fixé à Paris (art. 5), sis rue Godot-de-Mauroy no 22.
La direction des travaux est confiée à Mellet et Henry (art. 11).
Le conseil d’administration comprend des membres titulaires et suppléants (art. 46).
Parmi les actionnaires figurent nombre de personnages titrés témoignant de l’importance de la noblesse à cette époque. Tous, par leur origine familiale, possèdent des relations dans les milieux légitimistes. Certains sont d’anciens immigrés (Hyde de Neuville) ou des ultra-royalistes (de Ruolz). On compte également un scientifique (d’Arcet), un banquier (Ardoin) utile pour les avances de fonds et les indispensables opérations de banque, ainsi qu’un agent de change (Franchessin) qui facilite les transactions avec les particuliers à une époque où le réseau bancaire n’existe pas. Certains ont des activités politiques (Hyde de Neuville) ou proche du pouvoir (Pasquier, Amy et Frénilly conseillers d’État),.
Mines et sidérurgie demandent des fonds importants que seuls les hommes rompus aux affaires ou disposant de sommes d’argent suffisantes, sont en mesure de fournir. La construction d’un chemin de fer est une entreprise nécessitant la mise en œuvre de moyens techniques et financiers conséquents, sans compter la caution déposée au préalable. Bien que réticents, le succès du Saint-Étienne - Andrézieux (Cie Beaunier) persuade ces personnalités de s’aventurer dans l’entreprise. Pour autant, parmi les actionnaires, ne figure pas un seul forézien, hormis le marquis de Talaru qui possède des propriétés dans le Forez, ni industriel stéphanois ou entrepreneur d’envergure.

## La construction

### La révision du devis
Compte tenu du tracé retenu par la montagne entre Balbigny et Roanne ainsi que l’emploi de plans inclinés en remplacement d’un tunnel pour franchir le seuil de Neulise, Mellet et Henry présentent un nouveau devis révisé à la baisse et, surtout, ne prévoyant plus qu’une voie unique sur les 4/5e du parcours. Ce devis révisé est validé par l’assemblée générale des actionnaires du 1er mai 1829.
La réalisation d’une voie unique est une interprétation extensive de l’article 1er du cahier des charges : « Le chemin est à double voie sauf aux passages qui nécessiteraient une voie unique ». Mais dans la mesure où la plateforme est conçue, dès l’origine, pour la double voie, l’administration a pu approuver le tracé.
Le nouveau devis est présenté après que les opérations géométriques de repérage sur le terrain aient été effectuées :
| Dépense de construction et d’établissement                                                     | Devis révisé pour 1 voie sur 67 km par la montagne | Devis initial pour 2 voies sur 80 km le long de la Loire |
| ---------------------------------------------------------------------------------------------- | -------------------------------------------------- | -------------------------------------------------------- |
| Acquisition terrain (2 F/m) + terrassement et ouvrages d’art (12 F/m)                          | 938 000 F                                          | 1 200 000 F                                              |
| Rails (11 F/m), fonte, dés en pierre, cheville et pose , pose pour 1/5e double voie            | 1 394 270 F                                        | 4 189 600 F                                              |
| Travaux accessoires (grue, embarcadères, points de chargement/déchargement)                    | 300 000 F                                          | 600 000 F                                                |
| Matériel de transport (locomotives, machines à vapeur fixes pour plans inclinés, 400 chariots) | 835 000 F                                          | 1 420 000 F                                              |
| Frais généraux (conduite des travaux et administration)                                        | 346 727 F                                          | 800 000 F                                                |
| Dépenses imprévues                                                                             | 346 727 F                                          | 820 960 F                                                |
| Intérêt de 4 % sur le capital social                                                           |                                                    | 903 056 F                                                |
| TOTAL                                                                                          | 4 160 724 F                                        | 9 933 616 F                                              |

Ce nouveau devis est quasiment moitié moindre que le devis initial. Par suite, seulement 1 000actions de 5 000 F sont émises (5 000 000 F), le reste est mis en réserve et sera mis en circulation en cas de nécessité. Le comte de Monbreton est désormais l’actionnaire le plus important,.
Cette révision du devis n’est sans doute pas étrangère à des difficultés financières pour recueillir le fonds social auprès des actionnaires s’interrogeant sur la rentabilité de l’affaire alors que les dépenses de construction, en cours, de la ligne Seguin ont largement dépassé le devis initial. Les actionnaires ne savent pas qu’une telle entreprise, un chemin de fer, réclame des fonds plus considérables encore que ceux initialement engagés. L’achat de terrains, le coût des travaux et ses impondérables, l’acquisition du matériel et l’organisation de l’administration gonflent exagérément les « dépenses extraordinaires ».
Au-delà de la révision du coût, c’est également le tonnage de marchandise transportée qui est revu à la baisse ; 130 000 t au lieu de 170 000 t initialement. Les contemporains estiment encore ce tonnage révisé surévalué.
Enfin, du fait de la suppression du tunnel de Neulise, la durée des travaux est estimée à trois ans au lieu de cinq. Pour accélérer la construction de la ligne l’assemblée générale des actionnaires autorise la libération des actions par anticipation moyennant une prime de 5 % (cf. art. 8 des statuts de la société concessionnaire).

### Les travaux
La construction du chemin de fer nécessite l’expropriation de 251 propriétaires possédant un ensemble de 354 propriétés distinctes soit plus de 550 parcelles. Les grands propriétaires de Feurs et des environs firent don des terrains.
La conduite des travaux est partagée en deux divisions ; une à Roanne [qui s’étend sur 28,5 km] et une autre à Feurs [qui s’étend sur 39,5 km]. Chacune d’elles est subdivisée en quatre sections (Roanne, « Nullise », Saint-Marcel, Epercieux, Montrond, Sainte-Marguerite de Neaux, Feurs, Veauche). Pour chaque section, un chef et un sous-chef des travaux sont logés au milieu de la longueur de leur section. Chaque jour, en alternance et en sens inverse, ils inspectent respectivement une moitié de la section ; tous les ateliers sur la section sont vérifiés et les ouvriers sont comptés.
Les principaux ateliers sont situés à Roanne (Le Coteau) et à Feurs où s’effectuent des travaux de forge et de charronnage pour la construction des chariots, les épreuves des rails ainsi que l’entreposage des divers matériaux et équipements. La construction en régie des chariots dans les ateliers de la compagnie, à Roanne (Le Coteau) et à Feurs, permet de bien connaître le coût de construction et permettra de déterminer précisément le prix d'achat auprès de fournisseurs extérieurs ultérieurement. On accède à l’atelier de Feurs, installé dans les ruines de l’ancien château du Rozier en arrière de la chapelle des Martyrs, par un petit embranchement. Un petit local est tenu par un Anglais qui exécute des travaux de fonderie. Tous les travaux sont organisés à la tâche ou par entreprise.
Les chantiers sont ouverts en août 1829 et les travaux de terrassement débutent en octobre de la même année, soit avant l’ordonnance approuvant le tracé (mars 1830).
Pour les travaux de terrassement, on utilise des coupons de voie provisoire qui sont fixés sur des traverses ; les rails tenus par des coussinets en fer coulé (fonte) fixés sur les traverses par des chevilles en bois. Ces coupons de voie sont assemblés et déplacés au fur et à mesure de l’avancement des travaux. Les travaux de terrassement qui ne présentent pas de difficultés dans la plaine entre Roanne et l’Hôpital-sur-Rhins sont réservés pour la fin de la construction.
La plate-forme, d’une largeur de 6 m (2 voies à l’écartement de 1,45 m, une entrevoie de 1 m et deux accotements latéraux de 1 m chacun) est conçue pour une double voie, mais on n’en pose qu’une seule au commencement sur les 4/5e du parcours. La voie définitive repose sur des dés en pierre laissant l’entrevoie libre pour le pas des chevaux. Des évitements de 180 m sont répartis tous les deux à quatre kilomètres selon la configuration du terrain.

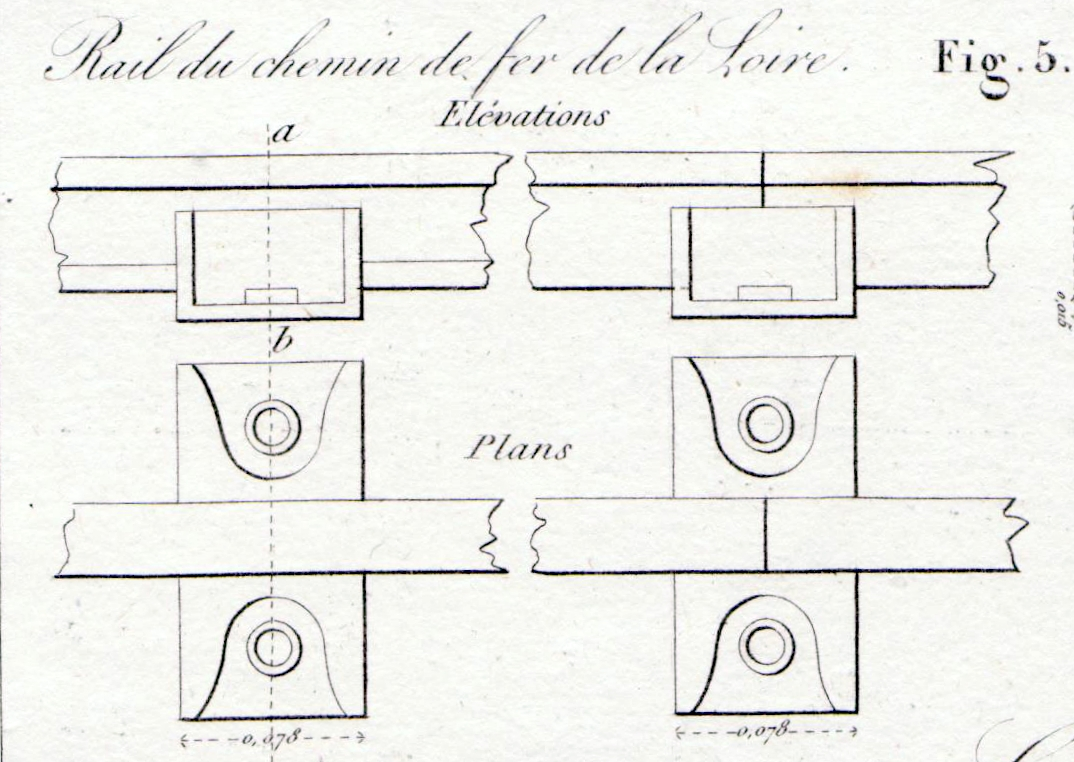
Rail du chemin de fer de la Loire

La voie est équipée de rails en fer forgé, à simple champignon, assemblés bout à bout, pesant 13 kg/m et longs de 5 m, tenus par des coussinets en fonte (3,5 kg à 4 kg), espacés de 83 cm, eux-mêmes posés sur des dés en pierre (porphyre ou granit),. Les coussinets sont fixés sur les dés par des chevilles en chêne,. Les rails sont fournis par la Compagnie des fonderies et forges de la Loire et de l’Isère. Les coussinets sont livrés par deux fonderies, une à Lyon et une autre à Fourchambault.
Le creusement des tranchées dans la montagne fournit des blocs de porphyre et de granit pour la confection des dés (1 pied de cube [1 pied = 324,839 mm]) sur lesquels sont fixés les coussinets. Les dés sont plus rapprochés que sur les deux autres chemins de fer (Cie Beaunier et Cie Seguin) permettant la pose de rails plus solides et plus stables ; on espère moins de déformation facilitant ainsi le roulement.
Parmi les principaux ouvrages d’art, outre les plans inclinés (Buis, Neulise et Biesse), on dénombre, entre autres, un grand pont (16 m) pour le franchissement du Grand Val après l’Hôpital-sur-Rhins, un pont plus petit (6 m d’ouverture et haut de 11 m) au-dessus de la tranchée du plan incliné du Buis pour laisser passer un chemin s'embranchant à la route de Saint-Symphorien à Neulise, un pont en pierre d'une arche étroite franchissant un chemin forestier abrupt dans le Bois Guyot en dessous du hameau des Bonnets, un long pont (73 m) de charpente en bois à trois arches avec culées et piles en pierre pour le franchissement du ruisseau coulant dans un petit vallon à l’ouest de Saint Marcel-de-Félines en dessous du lieu-dit la Varenne, un autre à trois arches sur la Coisse. Des remblais et tranchées sont également réalisés ; des remblais avant et après les Etiveaux (haut de 10 m au-dessus de la rivière du Gand), un autre long remblai sur la rampe nord du plan incliné de Neulise confectionné avec les déblais de la partie sommitale et traversant le Grand-Ris au moyen d’un pont à 21 m au-dessus du lit de la rivière, et un dernier remblai de (500 m de long et haut de 14 m) juste avant Feurs permettant, au moyen d’un pont, de franchir la Loise. Deux petits tunnels sont percés dans la vallée du Gand, en dessous de Neaux, ; ils ont chacun environ 100 m de long sur 3,5 m de large et 4,5 m de haut,.
Lors de l’inspection des chantiers, en septembre 1830, le baron Charles Dupin, membre du conseil d’administration, estiment que les travaux seront terminés en novembre 1831, au plus tard en février 1832. Son rapport d’inspection est destiné à rassurer les actionnaires du bon emploi de leurs capitaux investis dans cette entreprise. Le chemin de fer sera en exploitation dans le délai prévu de trois ans (avril 1832, date de l’ordonnance de la société concessionnaire). Ces précautions sont d’autant plus nécessaires que le changement de régime consécutif à la Révolution de Juillet n’est pas sans créer des incertitudes parmi les actionnaires. Ils sont également inquiets par le dépassement du coût final de construction que le baron Dupin évalue à  4,47 MF (hors matériel roulant), contre 4,16 MF (matériel roulant compris) dans le devis révisé.
Dans leur rapport au conseil d’administration (décembre 1830), Mellet et Henry se veulent également rassurant en prévoyant des dépenses d’établissement dans les limites des sommes demandées aux actionnaires. Les machines à vapeur n’ont pas encore été commandées pour se donner le temps d’en acquérir dotées des derniers perfectionnements menés en France et en Angleterre. Le chemin de fer sera achevé en février 1832 ou, au pire, en mai. Face aux actionnaires craignant la concurrence de la navigation fluviale, Mellet et Henry ne doutent pas que la raréfaction et le renchérissement du bois, en augmentant le coût du transport fluvial, assureront la préférence en faveur du chemin de fer. De même, s’agissant d’une éventuelle concurrence des houilles de Fins et de Commentry ainsi que des charbons du Nord sur le marché de Paris, ils affirment que le chemin de fer assurera une économie de 30 % sur les prix de transport. Combiné avec les canaux de Roanne à Digoin et à Briare, il réduira encore dans une plus forte proportion les prix de transport de Saint-Étienne à Paris ; les houilles du département de la Loire arriveront sur le marché de la capitale à moitié prix. Le succès sera au rendez-vous pas seulement pour le transport de marchandises mais également des voyageurs.
Le rapport d’inspection de MM de Villeneuve et de Bourdeille (janvier 1832), se veut tout autant rassurant en avançant un intérêt de 8 % « au moins. (…) Nos capitaux seront productifs dès l’ouverture de notre chemin [de fer]. »
Le rapport à l’assemblée générale des actionnaires, fin 1832, indique que les travaux ne sont toujours pas terminés ; au 1er décembre, les divisions de Roanne et de Feurs occupent ensemble environ 1 000 ouvriers. Toute la voie est posée, sauf sur 8 km où subsiste la voie provisoire sur traverses : « …cette pose sur traverse ne gêne en rien la circulation, et n’a d’autre effet que de rendre le passage des chariots un peu moins doux ». Le passage de la voie unique à la double voie s’effectue au moyen de « tourne-voie à aiguilles mobiles ». Les bâtiments abritant les machines fixes (machines à vapeur) des plans inclinés de Neulise et du Bernand (Biesse) sont achevés jusqu’à la toiture. Il en est de même pour les bâtiments des magasins des ateliers à Roanne. La compagnie a dépensé à ce jour, y compris le projet de la pose provisoire d’un raccordement (2 500 m) à la Quérillère, les 5 MF du capital social. Cette somme dépasse les dernières prévisions avant achèvement complet des travaux et ouverture à l’exploitation. En cause, le prix des terrains à acquérir : 8 000 F en moyenne, et même 10 000 F en tenant compte que le quart des terrains a été donné gratuitement. Finalement, à l’ouverture de l’exploitation, la compagnie aura dépensé 6 MF (acquisition foncière, infrastructure, voie, matériel). La ligne sera ouverte le 1er février 1833.

### Le raccordement de la Quérillère
Les points d’arrivée à Roanne (Le Coteau) et Andrézieux ont été laissés en suspens par l’ordonnance approuvant le tracé, l’administration ayant rejeté, à l’époque, le projet de Mellet et Henry d’un raccordement au chemin de fer Saint-Étienne – Andrézieux à la Fouillouse.
Ce raccordement est d’importance pour Mellet et Henry qui cherchent à éviter un détour par Andrézieux pour une communication directe avec Saint-Étienne. L’objectif de leur chemin de fer est de faciliter le transport, en particulier de la houille stéphanoise, sur la grande voie de communication joignant le Nord au Sud. Or le chemin de fer de Saint-Étienne à la Loire, de par ses imperfections (tracé sinueux, arrivée à Andrézieux au lieu de poursuivre au nord vers Roanne), ne répond pas aux besoins du commerce.
Sans doute pour forcer la main à la Cie Beaunier, Mellet et Henry envisagent-ils de suppléer à l’absence d’un raccordement en faisant appel au roulage pour effectuer le transbordement d’une ligne à l’autre à l’autre. Une administration commune des deux chemins de fer est également évoquée. Le baron Dupin, dans son rapport d’inspection (septembre 1830), évoque un raccordement par les Perrotins, au-nord-est de la Fouillouse. Pour Mellet et Henry, il faut aller au plus court et donc, au mieux, raccorder les deux chemins de fer à la Fouillouse plutôt qu’aux Perrotins et bien davantage qu’à la Quérillière.
En 1832, un projet de fusion entre les deux chemins de fer, avec raccordement à la Fouillouse, est diffusé. Le tracé défectueux du chemin de fer Beaunier serait rectifié pour faire circuler des locomotives
Finalement, une ordonnance du 23 juillet 1833 autorise le raccordement à la Quérillère(avec un plan incliné au lieu-dit de la Renardière), mis en service fin 1833. Préalablement, par convention du 7 juin 1833, les deux compagnies sont parvenues à un accord pour dix ans ; la Cie Beaunier accepte de transporter les marchandises entre la Quérillère et Andrézieux, en provenance ou à destination de Roanne, au même tarif que celui de la Cie Mellet et Henry.

## Les difficultés financières
La chute de la Restauration et l’avènement de la Monarchie de Juillet inquiètent les actionnaires, parmi lesquels on trouve de fervents légitimistes ou ultra-royalistes, qui rechignent à investir les sommes qu’ils avaient prévues,.
« Au nombre des obstacles qui pourraient s’opposer au prompt achèvement des travaux, le plus grave, et que l’on peut considérer comme invincible, serait la lenteur apportée à la rentrée des fonds [souscription complète des actions]». Aussi, la compagnie songe-t-elle à « la libération anticipée des actions ; mais ce projet ne pouvant être réalisé par tous les actionnaires, on a dû chercher d’autres moyens équivalents  [des emprunts]».
Malgré les incertitudes, 1 170 actions ont été placées représentant un capital de  5,85 MF.
Pour autant, la nécessité de faire face aux dépenses et la difficulté à placer les actions obligent la compagnie à trouver de nouvelles ressources. En 1831, la compagnie lance un emprunt de 10 000 F de rente à 3 %. Elle renouvelle une opération similaire en 1832 pour un emprunt de 500 000 F, au besoin par obligation de 6 %. Il y eut d’autres emprunts pour subvenir à l’insuffisance du fonds social.
« On avait mal calculé les difficultés de l’entreprise, et les 5 MF furent dépensés avant qu’on eut exécuté la moitié des travaux. Pour les terminer, la société voulut émettre de nouvelles actions au capital de 5 MF ; mais l’enthousiasme des actionnaires s’était refroidi, et on parvint à grand-peine à en placer pour un million. Il fallut trouver d’autres ressources. » La « compagnie emprunta 2 MF représentés par 4 000 obligations de 500 F, ».
Les emprunts ont un caractère hypothécaire ; ils emportent privilège et préférence sur les actions,.
Les difficultés financières reflètent l’imprécision du devis, constante dans l’histoire des chemins de fer.

## La mise en service
Un premier tronçon est mis en service en avril 1832 entre Feurs et Saint-Galmier. Avant même la fin des travaux, « une voiture publique pour voyageurs » emprunte, à l’été 1832, la partie achevée du chemin de fer, entre la Mure (lieu-dit situé près de Veauche avant que la ligne oblique vers Andrézieux) et Balbigny. Transport relayé par un service auxiliaire sur route jusqu’à Saint-Étienne, d’une part, et Roanne, d’autre part. Ce dernier relai est supprimé à l’automne à la suite de l’achèvement des travaux entre Balbigny et Le Coteau. La distance Roanne – Saint-Étienne (79 km) est parcourue en six heures au moyen de la traction hippomobile, tant en plaine que sur les plans inclinés (dans l’attente de l’installation des machines à vapeur stationnaires en 1833).
Le chemin de fer est terminé et livré le 10 janvier 1833.
Jusqu’avant les premiers convois de houille, la traction des convois est exclusivement hippomobile hormis les machines à vapeur fixes pour le fonctionnement des plans inclinés.
Envisagée au début de février 1833, une première circulation a lieu le 15 mars 1833 et les premiers transports de houille débutent en avril 1833.

### Le matériel de traction
Dans le projet originel de Mellet et Henry, outre les chariots descendant seuls par l’effet de la gravité sur certaines parties du parcours et freinés par des garde-freins, les moyens de traction relèvent de locomotives à vapeur et de plans inclinés,
Les plans inclinés originels sont au nombre de cinq :
- au Buis (à hauteur de Saint-Symphorien-de-Lay) ; plan automoteur à simple pente mû par l’effet de la gravité (au moyen d’un câble passant dans une poulie de renvoi au sommet, les chariots chargés descendant vers Roanne remontent les chariots vides se dirigeant vers Andrézieux). Le plan incliné a trois files de rails à la partie supérieure, une voie unique à la partie inférieure et des voies d’évitement au milieu[B2 2] ;
- à Neulise et la Fouillouse[note 37] : plan automoteur à double pente mû par des chevaux (un convoi descendant un versant, tracté par des chevaux, est relié par un câble à un convoi du même poids remontant le versant opposé. Les charges étant équilibrées, les chevaux n’ont à vaincre que le frottement des roues et la résistance du câble pour entraîner les convois). Chaque rampe du plan incliné de Neulise est composée d’une double voie[note 38] ;
- à Biesse et Andrézieux[note 39] : plan incliné à simple pente actionné par une machine à vapeur stationnaire au sommet (les chariots vides descendant ne font pas suffisamment contrepoids pour la remonte des wagons chargés se dirigeant vers Roanne ; la machine à vapeur vient les y aider). Le plan incliné de Biesse est à double voie[66].

Au raccordement de la Quérillère, en remplacement de ceux de la Fouillouse et d’Andrézieux, un plan incliné (29,3 ‰), long de 800 m à une seule voie, est installé au lieu-dit la Renardière dans un tranchée étroite et sinueuse ; courbe et contre-courbe de 300 m à 400 m. La remonte (depuis la vallée du Furens jusqu’au plateau) est assurée, compte tenu de la faible pente, par des chevaux et la descente par gravité.
Sur les plans inclinés, le câble servant à la traction pour la remonte ou à retenir les convois à la descente, est placé au milieu de la voie soutenue par des poulies à gorge espacées de 8 m ou 4 m dans les courbes. À Biesse, il s’enroulait sur un tambour placé sous la voie au sommet du plan incliné. À la remonte, les convois étaient accrochés à un chariot d’attelage solidaire du câble de traction.
Contrairement au projet originel, en 1833, une petite machine à vapeur stationnaire (24 ch), construite par les ateliers de Chaillot, est installée au sommet du plan incliné de Neulise pour donner l’impulsion de départ et à vaincre les frottements des roues sur les rails,. À la suite de l’explosion de cette machine en 1834, la machine n’est pas remplacée compte tenu de son insuffisance reconnue et faute de moyens financiers de la compagnie pour la changer ; le service de remplacement est assuré par des chevaux, voire des bœufs, pendant une dizaine d’années. La machine à vapeur stationnaire du plan incliné de Biesse, construite par les ateliers de Chaillot, est d’une puissance de 70 ch.

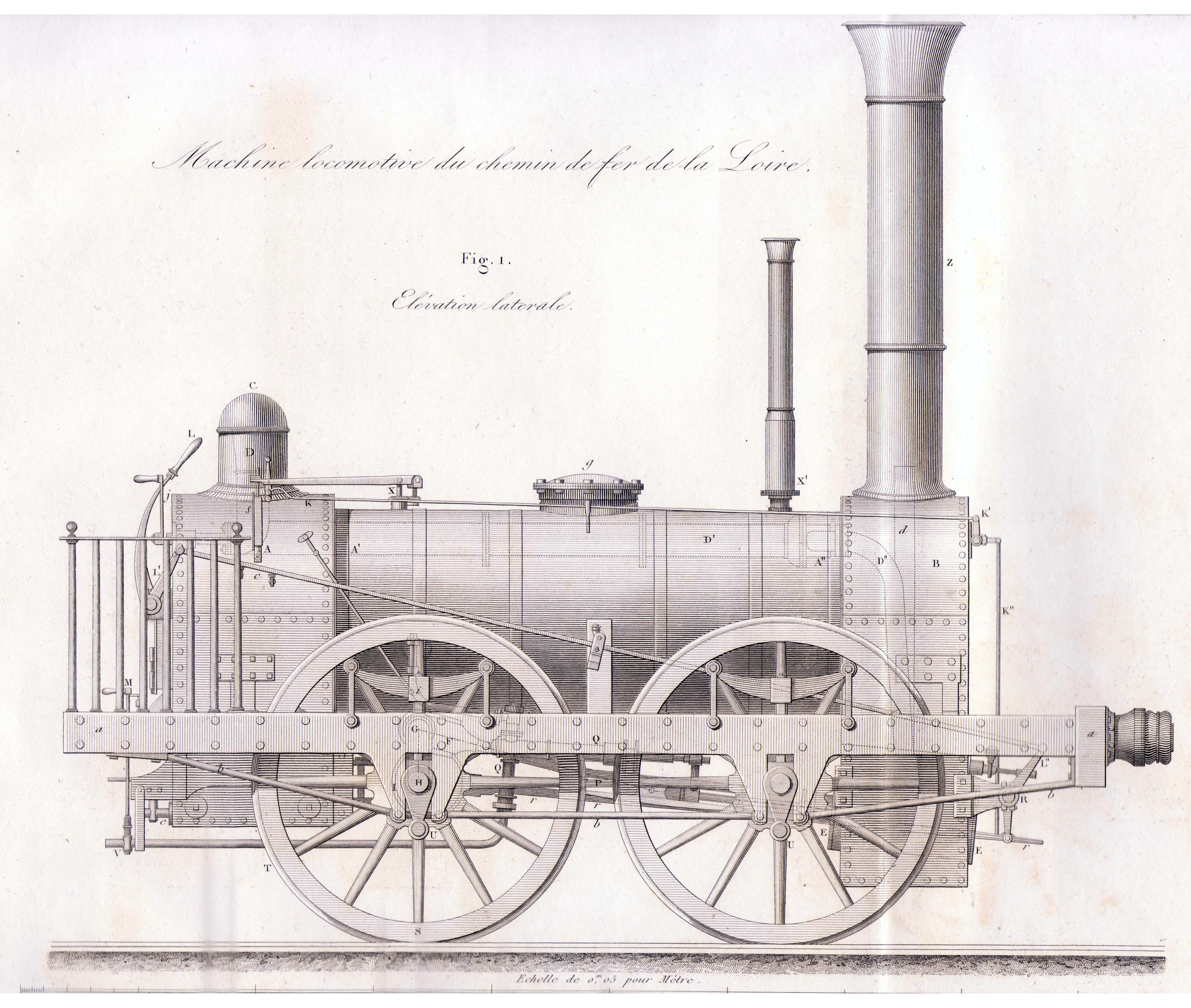
Locomotive Stephenson type Planet Engine 020 (vue latérale).

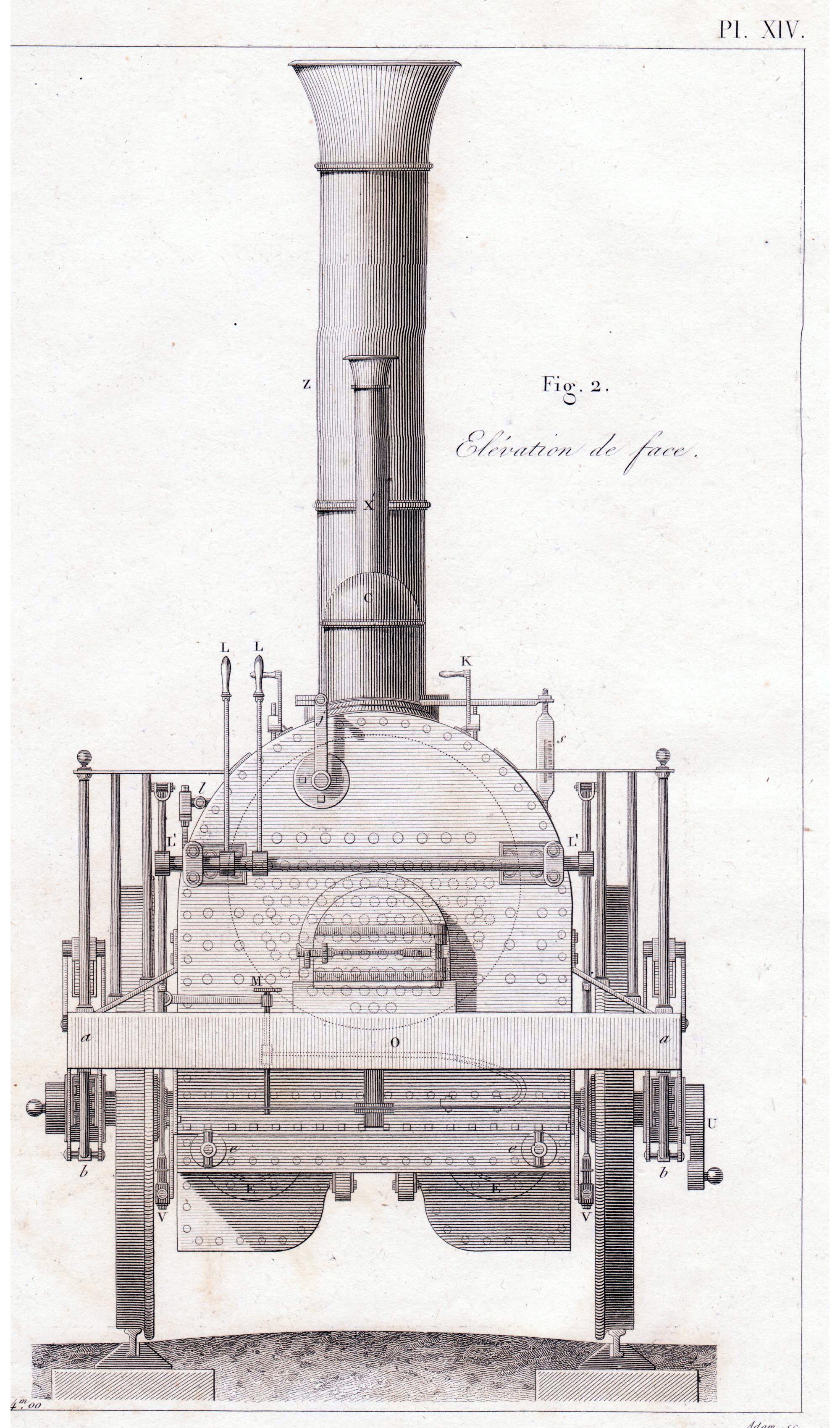
Locomotive Stephenson type Planet Engine 020 (vue de face).

Deux locomotives à vapeur, sont en service au commencement de l’exploitation des convois de houille. Elles ont été commandées en Grande-Bretagne fin 1831 et importées en franchise de douane par autorisation administrative du 28 octobre 1831. Elles ont une puissance de 12 ch et sont achetées 25 000 F chacune, transport compris.
Une première locomotive (no 1 - « La Loire»), de type 020, construite par les ateliers Stephenson à Newcastle, est livrée en mai (ou juin) 1832 et mise en service avec une présentation publique en juillet en remorquant un convoi de « 150 personnes et six wagons » (charge utile de 14 t).
Une seconde locomotive (no 2 – « Constance »), de type 020, construite par les ateliers Fenton, Murray et Jackson à Leeds est mise en service en août 1832. Elle diffère de la précédente par des cylindres inclinés au lieu d’être horizontaux. La même année, elle participe à un essai de remonte sur le plan incliné de Biesse,.
Ce sont les premières locomotives de conception « moderne » circulant en France.
Les locomotives sont servies par des mécaniciens anglais envoyés par le constructeur et reçoivent chacun 325 F par mois,.
Fin 1832, la compagnie commande deux nouvelles locomotives (no 3 – « Jackson » et no 4 – « Le Lignon »), de type 020, aux ateliers de Chaillot. Pour réaliser cette commande, Edwards (Henry-Hind) commande une locomotive Fenton, Murray et Jackson comme modèle, qui lui est livrée au début de 1833. Cette machine est mise en service à la compagnie en février 1834. La seconde machine est livrée par les ateliers de Chaillot au début de 1836.
Une cinquième locomotive (no 5 – « La Coise »), de type 020, est construite aux ateliers de Feurs, appartenant à la compagnie et dirigé par l’ingénieur Régnié, sur le modèle de la locomotive Fenton, Murray et Jackson. Faute de moyens financiers, elle est construite sur des fonds avancés par des exploitants de mines. C’est la raison pour laquelle elle ne figure pas à l’effectif des locomotives de la compagnie dans l’immédiat, mais seulement à compter de 1840. Elle est mise en service en octobre 1838.
Enfin, deux dernières locomotives (no 6 – « Le Volvon » et no 7 « Le Béal »), de type 020, sont commandées aux ateliers Schneider au Creusot en août 1839. Comme la précédente, elles sont achetées sur des fonds avancés par un dénommé Latu, marchand de charbon. Elles sont d’une puissance légèrement supérieure aux cinq machines précédentes. Elles différent des précédentes par leur système de distribution.
Finalement, à ces moyens de traction (plans inclinés et locomotives) s’ajoutent des chevaux pour l’exploitation de certaines parties de la ligne.

### l’exploitation
À l’origine, dans le projet de Mellet et Henry, il est prévu que les convois de houille descendent seuls par l’effet de la gravité du sommet du raccordement avec le chemin de fer de Saint-Étienne à Andrézieux jusqu'à la rivière Coise. Ils sont freinés par des garde-freins. Les convois sont ensuite repris par une locomotive à vapeur jusqu’au pied du plan incliné de Biesse. Du sommet du plan incliné, les convois sont tractés par des chevaux jusqu’au pied du versant sud plan incliné de Neulise qui leur fera franchir les deux versants et le plateau intermédiaire qui les séparent. Passé le plan incliné, les convois descendent seuls par l’effet de la gravité jusqu’au sommet du plan incliné du Buis. Du pied de ce dernier, les convois continuent seuls par l’effet de la gravité jusqu’au ruisseau du Mordon (affluent du Rhins à L’Hôpital-sur-Rhins). La pente n’étant plus suffisamment prononcée, le relais est pris une locomotive à vapeur jusqu’à Roanne (Le Coteau). Enfin, sur le prolongement de la ligne du Coteau jusqu’aux bords de la Loire (port de Varennes) pour le transbordement sur les péniches, la traction est faite au moyen de chevaux. La remonte s’effectue quasiment de la même manière,.
Autant que possible, la marche des convois dans chaque sens est combinée de telle sorte qu’ils se rencontrent aux plans inclinés pour que les convois descendant aident à la remonte les convois en sens contraire.
Quatre points de chargement et de déchargement sont prévus : Roanne (Le Coteau), en dessous de Saint-Symphorien près du pont du Gand (au pied du plan incliné du Buis), à Feurs et à Andrézieux.
Cependant, à l’ouverture de l’exploitation des trains de houille (avril 1833), la traction par locomotive à vapeur est limitée à la plaine du Forez, entre la Renardière et Balbigny. Sur tout le reste de la ligne, la traction s’effectue par chevaux et plans inclinés. Sur les relais segmentant la ligne, chaque cheval travaille six jours consécutifs suivis d’un jour de repos. Des maîtres de poste, fermiers, meuniers, etc. participent, contre rémunération, à la traction avec leurs propres chevaux inemployés par ailleurs (poste, travaux des champs, roulage...). Les chevaux sont logés dans des écuries sur la ligne, construites en partie par la compagnie,.

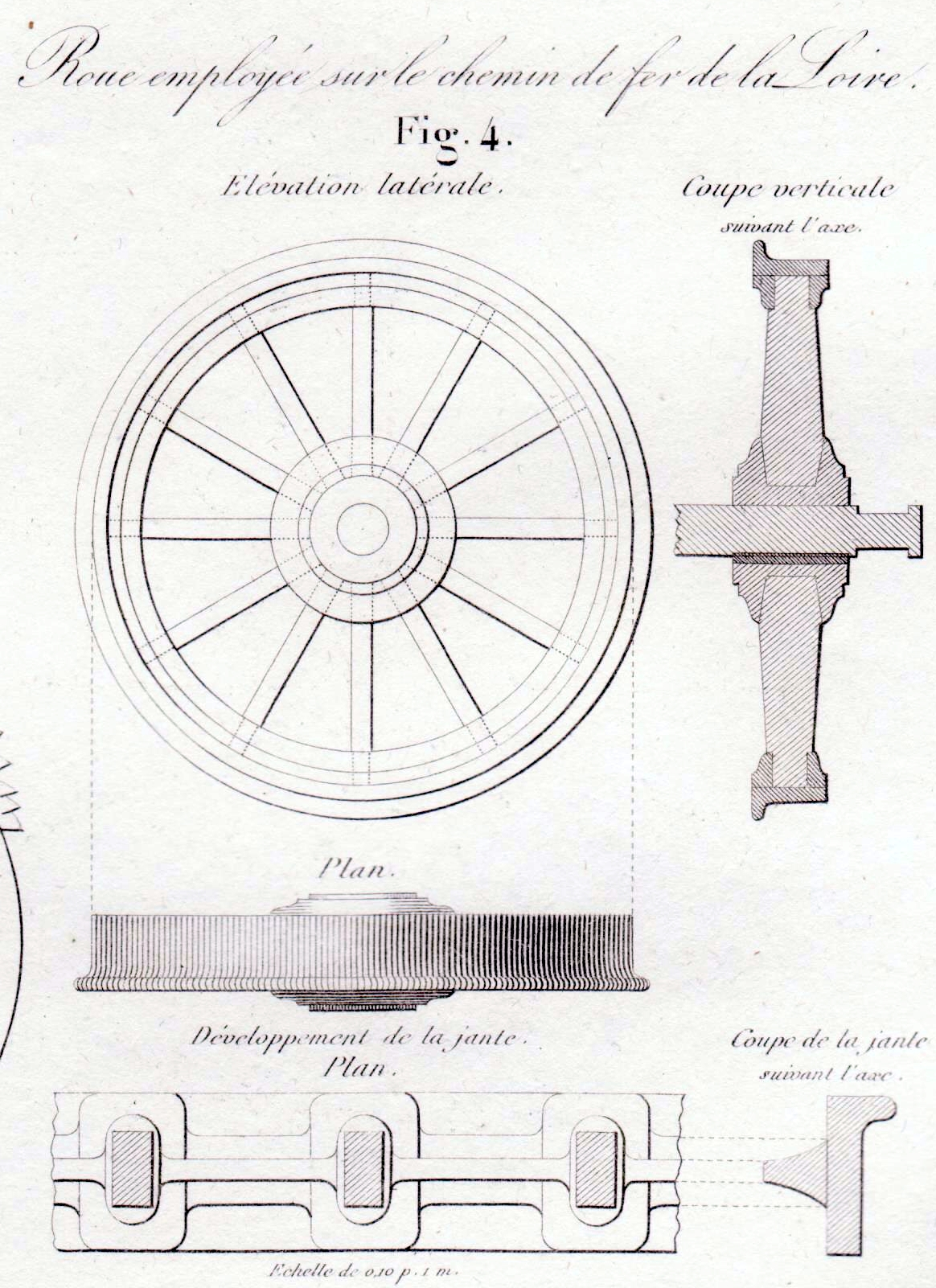
Roue de wagon circulant sur le chemin de fer de la Loire

Les chariots ne sont pas de forme pyramidale mais plutôt celle d’un rectangle qui permet le transport d’un volume de marchandise plus important (4 m3 au lieu de 2,60 m3, soit 4 500 t de marchandise au lieu de 2 500 t). Le déchargement s’effectue par l’arrière après que le panneau ait été rabattu. Les roues des « chars » (wagon) sont en fonte venant d’une usine à Lyon et sont usinées à Roanne ; elles ont un poids de 100 kg. À l’inventaire, on dénombre 250 chariots définitifs, 250 chariots de terrassement, 7 chars à bancs improvisés pour le transport d’employés et de voyageurs. Il existe trois types de chariots : pour « la houille, le cock et les marchandises de diverses nature ».
La compagnie a commandé deux diligences à trois compartiments, au prix chacune de 8 500 F. Pour les voitures de voyageurs, comme pour les wagons et les locomotives, les roues sont faites sont d’un assemblage de parties en fer forgé (jante), fonte (partie intérieure contiguë à la jante) et bois (rayons) et,. Mises en service en février 1834, les diligences assurent le trajet direct, aller-retour, de Roanne à Saint-Étienne ; les convois se croisent à Montrond. La Cie de la Loire paie à la Cie Beaunier un péage de 20 F par aller-retour entre Saint-Étienne et la Quérillère. La même année, le service Roanne - Saint-Étienne est prolongé jusqu’à Lyon.
Jusqu’en 1845, le service voyageur Roanne – Saint-Étienne est assuré par un train composé d’une seule diligence, tractée par des chevaux, pouvant transporter 40 voyageurs (y compris l’impériale), des bagages et de la messagerie.

### Le trafic
Le tonnage de marchandises transportées par chemin de fer depuis Saint-Étienne est loin de correspondre aux prévisions corrigées à la baisse du devis révisé :
| Années  | Pour Roanne  | Pour Andrézieux | Total        | part du tonnage pour Roanne rapporté au Total |
| ------- | ------------ | --------------- | ------------ | --------------------------------------------- |
| 1834-35 | 23 177,60 t  | 66 861,57 t     | 90 039,17 t  | 26 %                                          |
| 1835-36 | 35 903,68 t  | 81 797,86 t     | 117 701,54 t | 31 %                                          |
| 1836-37 | 41 798,95 t  | 91 725,57 t     | 133 524,52 t | 31 %                                          |
| 1837-38 | 42 219,57 t  | 115 347,16 t    | 157 566,73 t | 27 %                                          |
|         | 143 099,80 t | 355 732,16 t    | 498 831,96 t | 29 %                                          |

Le chemin de fer transporte moins du tiers des marchandises descendues de Saint-Étienne à Roanne.
Contrairement aux prévisions de Mellet et Henry, le chemin de fer n’a pas supplanté la navigation sur la Loire supérieure.
Certes le chemin de fer est plus rapide que la navigation ; 8 heures d’Andrézieux à Roanne par chemin de fer contre 10 à 12 heures pour la navigation, dans les meilleurs des cas à savoir en période de crue. Mais, pour le transport de matière pondéreuse comme la houille, ce n’est pas la rapidité qui compte mais le coût. Or en matière de tarif, le prix du transport par la voie navigable est toujours resté inférieur à celui de la voie ferrée. Le chemin de fer se condamne à n’être qu’un auxiliaire de la voie d’eau d’autant qu’il est handicapé par une conception technique inadaptée ; les plans inclinés obligent à de fréquents ralentissements dans l’écoulement du trafic. Finalement, le chemin de fer fait de Roanne un entrepôt intermédiaire de houille où le chargement des bateaux descendant de la Loire supérieure (la Noirie, Saint-Just, Andrézieux) est complété pour la descente en aval vers Nantes ou Paris. La navigation n’éprouve plus, comme autrefois, de pertes pour les bateaux vides revendus, ou déchirés, à Roanne ; autant d’économie pour les mariniers,.
Le trafic voyageur, non prévu au cahier des charges, compense dans une proportion croissante le peu de bénéfice du trafic de marchandise qui était pourtant, à l’origine, la vocation première du chemin de fer, en particulier celle de faciliter l’exportation de la houille du bassin stéphanois.
Le manque de compétitivité du chemin de fer tient aux choix techniques retenus consécutifs d'une volonté de le construire au moindre coût ; renoncement à un tracé le long de la Loire à double voie avec une faible pente régulière au profit d’un tracé par la montagne à voie unique vaincue, non par un long tunnel, mais par une succession de plans inclinés pour racheter de fortes déclivités. Autant de contraintes techniques qui nuisent à l’exploitation et donc à la rentabilité.

## La faillite
Conçu par des ingénieurs peu au fait des questions pratiques des chemins de fer, construit selon des choix techniques inadaptés et des prévisions de trafic surestimées, financé par des investisseurs frileux, le chemin de fer d’Andrézieux (la Quérillère) à Roanne (Le Coteau) est voué à l’échec.

« Si les actionnaires du chemin de fer de Roanne à St-Etienne ont éprouvé de grandes pertes, cela ne tient pas au défaut du tracé, comme on l’a prétendu [un tracé « moins accidenté praticable économiquement » pour un trafic faible aurait engendré une « dépense exorbitante »], mais à l’infériorité de la mase des transports qu’on croyait réaliser ; on ne s’est pas rendu compte convenablement de la concurrence que l’on devait redouter de la rivière. »

— A. Perdonnet, Sur les chemins de fer (quatrième article - suite), in Journal de l'industriel et du capitaliste, Tome deuxième, août 1836, page 88.
« En 1835, un orage extraordinaire en détruisant plusieurs ponts vint encore augmenter les embarras de la société. »
Les créanciers demandent la liquidation de la compagnie et la vente de ses biens pour récupérer leurs créances.
L’assemblée générale des actionnaires, du 7 mars 1836, déclare la Société anonyme du chemin de fer de la Loire dissoute et nomme un liquidateur. Le 1er avril 1836, un jugement du tribunal de commerce de la Seine déclare la faillite de la société, confirmé par un arrêt du tribunal civil de Roanne du 14 avril 1836.
Une délégation des actionnaires (Michelot, de Latena et comte de la Lézardière) sollicite le gouvernement de venir au secours de la compagnie. Le passif est évalué à 4 MF, soit quasiment le solde des actions non placées (environ 830 actions).
La faillite de la compagnie n’interrompt pas l’exploitation qui perdure pour le compte des créanciers.
Pour autant, l’administration conteste les revendications des créanciers. En effet, par une circulaire du préfet de la Loire du 23 mars 1836, transmettant des instructions ministérielles relatives à la propriété du chemin de fer, les concessionnaires ne sont pas propriétaires du chemin de fer qui appartient au domaine public. Le seul droit qui leur est reconnu par le cahier des charges est de prélever un péage (tarif) pour s’indemniser des travaux entrepris pour la construction. Mais les terrains, bâtiments, rails et tout autre objet dépendant du chemin de fer ne leur appartiennent pas. Une fois construit, le chemin de fer, comme les routes ordinaires, entre dans le domaine public et n’est donc susceptible d’aucune propriété privée. Les créanciers ne peuvent s’indemniser qu’après le prélèvement des sommes nécessaires pour assurer le service et l’entretien du chemin de fer,.
Cette immiscion dans la vie de la compagnie témoigne du nouvel intérêt porté par l’État à ce type d’industrie de transport, dont il comprend qu’elle participe à l’essor et à la prospérité de la région. Une compagnie de chemin de fer n’est pas une simple affaire privée comme le laisserait croire le cahier des charges.

## Une nouvelle compagnie
Pour l’administration, il est exclu d’interrompre l’exploitation du chemin de fer.
Devant les réticences des capitaux privés, le gouvernement décide d’apporter son aide à la compagnie. « Après la faillite, le chemin de fer de Roanne n’intéresse plus guère les capitaux privés. La faible rentabilité de l’entreprise et les risques encourus pour la soutenir financièrement, provoquent de vives réticences de la part des bailleurs de fonds. Ils n’acceptaient d’y participer à des conditions très défavorables à la compagnie. Ils exigent un dividende privilégié de 6 % pendant 25 ans, le partage des produits nets (après prélèvement du dividende) dont ils se seraient attribués le 2/3, le reste aux actionnaires. L’aide du gouvernement est plus avantageuse. »

### Le prêt
Le 12 mars 1837, Mellet et Henry sollicitent le ministre des Travaux publics pour obtenir un prêt de 4 millions.
Un projet de loi est présenté, le 3 juin 1837, à la Chambre des députés autorisant le gouvernement à prêter 4 MF à la société du chemin de fer dès sa reconstitution légale. Ce projet de loi est motivé par la nécessité de permettre à la compagnie d’acquérir tout le matériel nécessaire à une bonne exploitation, l’importance de la ligne d’Andrézieux à Roanne qui présente une utilité nationale, la légitimité de venir en aide à des actionnaires qui se sont aventurés dans une précieuse mais périlleuse industrie et le préjudice subit par le retard à l’inachèvement des canaux latéraux à la Loire. L’aide sollicitée viendrait pour désintéresser les créanciers et apporter au chemin de fer tous les perfectionnements qu’il exige. Le passif s’élève à 2,5 MF et les perfectionnements demandent 1,5 MF de travaux. En contrepartie, la société paierait à l’État un intérêt de 3 %. La somme prêtée serait remboursée au moyen d’un amortissement de 2 % qui débuterait dans un délai de deux ans après la signature de la convention. En garantie du prêt, la société affecte la valeur des travaux exécutés et à exécuter, et dépose à la Caisse des dépôts et consignations les 822 actions non émises.
Sans débat, le projet de loi est mis au vote et est rejeté,.
À la suite de l’échec de 1837, la compagnie n’a de cesse de solliciter l’administration un nouvel examen de la question. En 1838, Michelot annonce au directeur général des ponts et chaussées la constitution, avec la « maison Jacques Laffitte et Cie », d’une société au capital de 8 MF pour le rachat et l’exploitation du chemin de fer.
Face à la crise boursière de 1839 affectant les actions des compagnies de chemin de fer, adossées à des concessions existantes ou, le plus souvent, en projet, et conduisant les investisseurs à fuir cette catégorie de placement, le gouvernement songe à venir en aide aux compagnies en difficulté qui ont des chances de succès.
Le gouvernement présente un nouveau projet de loi le 7 avril 1840 l’autorisant à consentir un prêt de 4 MF à la compagnie. Les motivations au projet de loi sont les mêmes que celles présentées en 1837 notamment, à nouveau, le préjudice subit par le retard à la construction du canal de Roanne à Digoin. En outre, circonstance nouvelle, la situation de la compagnie ne lui a pas permis de payer les salaires de tous les ouvriers et l’achat de certaines machines et voitures n’est pas encore complètement soldé. Ces dettes représentent environ 1 MF. Les travaux de perfectionnement nécessaires pour le transport de 200 à 250 wagons par jour sont estimés 3 MF. La société paierait à l’État un intérêt de 4 % par an. Le capital du prêt serait remboursé par amortissement annuel de 2 % qui débuterait trois ans après la signature de la convention. En garantie, la compagnie affecterait le chemin de fer, toutes ses dépendances, et le matériel estimé à 11 MF ainsi que les revenus de l’exploitation. La convention ne sera signée que lorsque la compagnie sera légalement reconstituée.
La loi est votée puis promulguée le 15 juillet 1840.
En contrepartie de ce prêt, l’administration exerce un contrôle sur la compagnie qui est tenue de lui remettre, tous les six mois, un état détaillé des dépenses dont le paiement sera assuré sous la surveillance de l’administration (art. 17 de la loi et préambule des statuts de la société reconstituée). Il s’agit d’une intervention directe de l’État dans les affaires de la compagnie que le cahier des charges n’envisageait pas.

### Le rachat
L’ancienne société est mise en vente publique dans le cadre d’une procédure de liquidation judiciaire.
Le tribunal civil de la Seine juge, le 27 février 1841, la société Pochet et Cie adjudicataire du chemin de fer pour la somme de 3,99 MF qui en devient le nouveau propriétaire.
La nouvelle compagnie a l’obligation d’acquitter, outre le prix de l’adjudication, les frais de poursuite et de vente ainsi que les dettes de l’ancienne compagnie qui sont liquidées à 3,74 MF.

### la compagnie reconstituée
Les statuts de la nouvelle compagnie sont approuvés par ordonnance royale du 19 mai 1841
Elle prend le nom de Compagnie reconstituée du Chemin de fer de la Loire, d’Andrezieux à Roanne.
Le fonds social est réparti entre 12 000 actions de 500 F, soit 6 MF. Les actionnaires sont au nombre 270, parmi lesquels figurent :
- 4 hommes politiques (députés : Chasseloup-Laubat, Dupin, Duvergier de Hauranne) ;
- 131 propriétaires ;
- 29 militaires ;
- 5 banquiers (Ardoin, Javal, Larrieu, Merle, Petit-Parreau) ;
- 18 rentiers/veuf/enfant mineur ;
- 29 fonctionnaires (dont Michelot et Collignon ingénieurs des Ponts & Chaussées, Latena membre de la Cour des comptes[note 56]) ;
- 19 professions libérales, dont Mellet et Henry ;
- 3 religieux ;
- 30 personnes dont qualité n’est pas précisée ;
- 1 scientifique ;
- 1 personne décédée et représentée par un tiers ;

À l’exception de Talaru et Sanzillon, tous les actionnaires de la société primitive sont présents dans la société reconstituée ; 119 actionnaires sont domiciliés hors de Paris, dont 5 à l’étranger (Liège, Berne, Nice et Mannheim) et 7 dans le département de la Loire (Roanne, Neaux, Feurs, Saint-Cyr-les-Vignes et Saint-Étienne) ; 75 actionnaires sont titrés (appartenance à la noblesse) ; 26 actionnaires détiennent 100 actions et plus, dont 464 pour Fremilly, 412 pour « Mellet & Henry associés », 1 136 pour Pochet (dans l’attente de placement auprès d’autres particuliers) et 224 pour Ruolz.
L’article 35 des statuts prévoit le privilège de l’État dans l’emploi des bénéfices de la société en lui servant prioritairement le remboursement des intérêts et de l’amortissement du prêt de 4 MF, avant le versement d’une partie des bénéfices au fond de réserve (1/20e) et le solde en dividende revenant aux actionnaires.
Il n’y a plus d’actions d’industrie. Le prix nominal de l’action est de 500 F et non plus de 5 000 F comme dans la compagnie originelle. Le développement des chemins de fer s’est accompagné d’un accès à  ce type d’investissement à une plus large catégorie de capitalistes, notamment au sein de la bourgeoisie.
L’assemblé générale du 17 juin 1841 désigne Auguste Michelot comme directeur de la compagnie. Il est chargé par le conseil d’administration, le 30 juin, de suivre les négociations du traité pour l’exécution de la loi du 15 juillet 1840. Auguste Bousson est ingénieur à la compagnie en remplacement de Pierre Tourasse,.
Bien qu’actionnaires de la nouvelle société, Mellet et Henry n’y ont plus de rôle opérationnel.

## La relance
Conformément aux dispositions de la loi du 15 juillet 1840, une ordonnance intervient le 28 septembre 1841 qui approuve la convention passée entre le ministre de Travaux publics et la compagnie reconstituée pour la mise en place du prêt.
Pourtant ouverts depuis 1838, les canaux latéraux à la Loire, en particulier celui de Roanne à Digoin, n’ont pas permis d’améliorer le trafic du chemin de fer d’Andrézieux à Roanne. Contrairement à l’argument avancé lors des débats parlementaires, en 1837 et en 1840, pour l’obtention du prêt de 4 MF, le retard à l’achèvement de ces canaux n’a en réalité pas pénalisé le chemin de fer.
La part relative (%) du chemin de fer (CDF) dans le total du transport de marchandises à la descente jusqu’à Roanne est restée la même face à la navigation (~35 %).
| Source | par la Loire | par le CDF | Total   | % CDF |
| ------ | ------------ | ---------- | ------- | ----- |
| 1838   | 126 324      | 44 861     | 171 185 | 26 %  |
| 1839   | 96 951       | 63 046     | 159 997 | 39 %  |
| 1840   | 47 697       | 42 100     | 89 797  | 47 %  |
| 1841   | 97 380       | 47 615     | 144 995 | 33 %  |
| 1842   | 85 391       | 41 765     | 127 156 | 33 %  |
| Total  | 453 743      | 239 387    | 693 130 | 35 %  |

Malgré la réduction de son tarif, le chemin de fer ne fait pas concurrence ni au roulage, ni à la voie navigable à laquelle il ne lui sert que d’appoint. En moyenne, le chemin de fer transporte 47 800 t de marchandises, loin des 170 000 t estimée à l’origine du projet et des 130 000 t du devis révisé.
Le défaut du chemin de fer tient avant tout à ses imperfections techniques.
C’est la raison pour laquelle, avant que ne soient entrepris les travaux d’amélioration du chemin de fer, condition fixée à l’obtention du prêt, la compagnie charge A. Bousson d’étudier les moyens de remédier aux défauts des modes de traction employés.
Bousson fait le constat suivant :

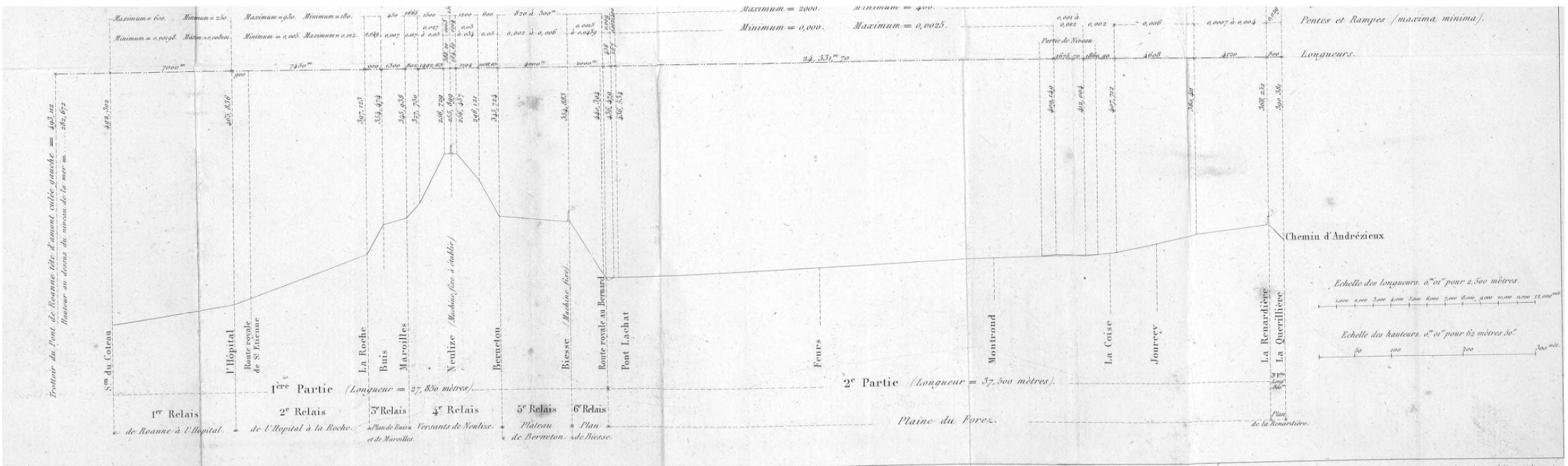
Profil en long du chemin de fer de la Loire (1844)

- un tracé contraignant dans la partie montagneuse entre l’Hôpital et Balbigny, caractérisé par des courbes de faible rayon (200 m à 300 m) et de fortes pentes franchies par des plans inclinés, mais avantageux dans la plaine du Forez de Balbigny à la Renardière ;
- une voie faiblement armée (rails de 13 kg/m) ne pouvant supporter que des locomotives à vapeur légères, donc à faible adhérence peu propice au franchissement de pentes ;
- un mauvais état de la voie occasionnant déraillement, rupture d’essieu, laminage des roues ;
- la rigidité de la voie (pose sur des dés en pierre) usant prématurément les locomotives par rupture du châssis ;
- une construction au moindre coût ; « La plus grande économie a présidé à la construction des différentes parties de ce chemin [de fer]… et destiné spécialement dans son origine au transport des houilles ». Outre le renoncement à un tracé avec une pente réduite et régulière en longeant la Loire au profit d’un tracé par la montagne avec des plans inclinés car « les données manquaient en effet à cette époque pour bien apprécier la différence des frais de traction sur ces deux tracés », on a, pour des raisons financières, laisser subsister des rampes dans la plaine du Forez (autour de Montrond et la plaine de Jourcey) qui ne figuraient pas dans le projet originel ;
- un fort déséquilibre dans l’exploitation puisque 9/10e des chargements prend la direction de la descente d’Andrézieux à Roanne, contre 1/10e dans le sens contraire à la remonte. Or le tarif est plus élevé à la remonte qu’à la descente.

Il propose :
- le remplacement de la machine à vapeur fixe au plan incliné de Neulise avec installation de tambours de grand diamètre, au sommet sous les deux voies, autour desquels s’enroule le câble de traction ;
- le perfectionnement de la machine à vapeur fixe au plan incliné de Biesse ;
- ces deux nouvelles machine permettront le passage de 200 000 t qui « pourra plus facilement s’opérer » ;
- le renouvellement de la voie dans la plaine du Forez par des rails de 22,5 kg/m pour supporter de plus lourdes charges et « l’emploi de supports élastiques », au demeurant des traverses reposant sur un ballast pour limiter l’usure du matériel roulant ;
- la construction de nouvelles locomotives à six roues motrices avec détente variable pour la traction de charges plus lourdes.

### Les travaux
Forte de ces propositions, la compagnie entreprend, à partir de 1843, une série de travaux entravée cependant par le système d’avances mis en place par l’administration pour libérer le prêt de 4 MF ; chaque tranche du prêt est accordée après justification de la réalisation des travaux au titre de la tranche précédente. Les travaux vont ainsi s’échelonner sur plusieurs années.
Chaque année, dans la plaine du Forez, un lot de rails double champignon de 23 kg/m (longs de 8 m) remplace les anciens (13 kg/m). De même, la voie est consolidée par la mise en place de traverses espacées de 0,62 m, remplaçant les dés de pierre, espacés de 0,83 m. En 1845, le renouvellement des rails est terminé et la voie est doublée dans les courbes. Ainsi, dans la plaine du Forez, de Balbigny jusque sur le plan incliné de la Renardière, les convois pourront être plus lourds et tractés par des locomotives à vapeur puissantes. Par contre, entre Le Coteau et la Roche (au pied du plan incliné du Buis), les rails de 13 kg/m sont maintenus mais la voie est renforcée par la mise en place de traverses espacées de 0,62 m. Ainsi, mieux armée, la voie est susceptible de supporter des convois tractés par des locomotives à vapeur sur une plus grande étendue de la ligne.
Après un an de retard, en janvier 1845, une nouvelle machine à vapeur stationnaire (120 cv) commandé en 1843 et construite au Creusot, est installée au sommet du plan incliné de Neulise, mais subit des avaries en mai et septembre. Le système de remonte des convois est revu ; dorénavant le service d’un des versants n’est plus subordonné à celui de l’autre versant. Les remontes et les descendes sont ainsi effectuées de manière indépendantes et suivant les exigences du service de chacun des versants. Sur chaque versant, le câble de traction s’enroule sur deux tambours placés sous la voie au sommet du plan incliné. La vitesse des convois est contrôlée par des freins placés sur les tambours. L’approche des convois au chariot d’attelage et le passage du palier séparant les deux versants du plan incliné sont effectués au moyen de chevaux. À pleine puissance, la machine à vapeur permet d’effectuer entre 15 et 16 remontes, à la vitesse de 14,8 km/h, de convois formés de 8 wagons chargés, 10 dans les dernières années, ou de trains de voyageurs (2 par jour) formés d’une (ou deux) voiture(s) attelée(s) à 4 wagons chargés ou l’équivalent en wagons vides. La machine à vapeur fonctionne pendant dix-huit heures par jour afin de la maintenir en pression et qu’elle délivre sa pleine puissance au moment des remontes qui n’occupent, au total, que 2 heures 40 minutes de service journalier.
En 1845, la rampe et contre-rampe située entre Monrond et Cuzieu est nivelée libérant les convois d’un ralentissement.
La compagnie participe à la réalisation d’un barrage mobile sur la Loire à Roanne afin d’assurer un tirant d’eau suffisant le long des quais de chargement (estacades au port des Varennes) et des magasins au Coteau. Le barrage est endommagé par les crues de la Loire en 1845 et 1846. De même, la crue du Gand, en 1846, endommage la voie et quelques ouvrages.

### Des locomotives renouvelées
L’état du parc locomotive en 1843 n’est pas optimum. Selon le rapport de l’ingénieur des Ponts & Chaussées Boulanger ;
- les locomotives nos  1, 3 et 5 sont en bon état de marche et d’entretien ;
- les locomotives nos  6 et 7 sont en service mais « vicieuses », et sont à modifier ;
- les locomotives nos  2 et 4 sont hors service, depuis 1842, et doivent être reconstruites.

La compagnie reconstituée consacre un crédit de 90 000 F pour acquérir en pleine propriété les locomotives nos  5, 6 et 7 et décide la construction de locomotives de type 111 pour le service voyageur dans la plaine du Forez.
Ainsi, deux locomotives (no 8 – « Le Rozier » et no 9 – « la Loise »), de type 111, sont construites, en octobre 1843 selon les plans de Bousson, aux ateliers de Feurs ; certaines pièces sont sous-traitées au Creusot. Elles sont vraisemblablement livrées en 1844.
La même année, 1843, les locomotives no 2 et no 4 sont reconstruites en type 021 aux ateliers de Feurs, de même que les locomotives no 6 et no 7 sans que l’on connaisse la nature des modifications effectuées.
En mars 1844, quatre locomotives (no 10 – « Le Gand », no 11 – « Le Rhins », no 12 - « Le Coteau » et no 13 – « Roanne »), de type 120, pour le service du Coteau à la Roche (au pied du plan incliné du Buis), sont commandées au Creusot, selon un cahier des charges définit par Bousson. Elles sont mises en service en 1845. Ce sont les premières locomotives à cylindres extérieurs de la compagnie.
Enfin, en 1845, la compagnie commande aux ateliers Koechlin, à Mulhouse, trois locomotives de type 030, étudiées par Bousson, pour le service du plan incliné de la Renardière ; service prolongé ultérieurement jusqu’à la rivière Coisse. Baptisées (no 14) « Mulhouse », (no 15) « A. Koechlin » et (no 16) « L’Alsace », elles sont mises en service, respectivement, en décembre 1845, janvier 1846 et février 1846.
En 1846 (ou 1847), les locomotives no 1, no 3 et no 5 sont retirées du service. À compter de 1846, le parc locomotive est conforme aux recommandations de Bousson.

### L’exploitation
Avant le commencement des travaux, les temps de parcours sont les suivants :
|                                | de Roanne au bas du plan incliné de Biesse | de Roanne au bas du plan incliné de Biesse | Plaine du Forez | Plaine du Forez | du plan incliné de la Renardière à la Quérillère | du plan incliné de la Renardière à la Quérillère | Total (67 km à voie unique) | Total (67 km à voie unique) |
| ------------------------------ | ------------------------------------------ | ------------------------------------------ | --------------- | --------------- | ------------------------------------------------ | ------------------------------------------------ | --------------------------- | --------------------------- |
|                                | remonte                                    | descente                                   | remonte         | descente        | remonte                                          | descente                                         | remonte                     | descente                    |
| Charbons et marchandises PV    | 13h                                        | 16h                                        | 4h30            | 4h30            | 2h                                               | 2h                                               | 19h30                       | 22h30                       |
| Marchandises à moyenne vitesse | 8h                                         | 10h                                        | 3h30            | 3h30            | 0h30                                             | 1h                                               | 12h00                       | 14h30                       |
| Diligences et messageries GV   | 2h20                                       | 2h05                                       | 2h55            | 2h30            | 0h05                                             | 0h15                                             | 5h20                        | 4h50                        |

Les perfectionnements de l’exploitation portent sur différents registres.
Entretien du matériel
- 1844 : l’entretien du matériel remorqué (wagons + diligence) est donné à forfait à un entrepreneur.
- 1845 : des ateliers sont construits au Coteau pour l’entretien des locomotives.
- 1847 : la traction est externalisée.
- 1848 : l’entretien du matériel et la traction sont confiés par traité à des entrepreneurs.
- Ces traités sont révisés en 1852 ; au-delà d’un certain tonnage, le prix accordé aux entrepreneurs de la traction et de l’entretien du matériel subit une réduction.

Service marchandise
- 1842 : (juillet)[B1 5] à la suite d'une demande de l’administration, essai, sans suite, de locomotive (il s’agit des no 1 [Stephenson][ARF 5] et no 5 [ateliers de Feurs][ARF 6]) sur le plan incliné de Neulise[note 63].
- 1845 : (début mai) début de la traction par locomotive à vapeur entre Roanne et la Roche (au pied du plan incliné du Buis) par les locomotives livrées par le Creusot. (Juillet) traction par locomotive à vapeur dans les plaines de Roanne et du Forez en remplacement définitif des chevaux.
- 1846 : livraison de 3 locomotives construites par les ateliers Koechlin, à Mulhouse, pour la traction du plan incliné de la Renardière. Elles peuvent remonter 6 à 7 wagons[ARF 10].
- 1847 : mise en service d’un train de nuit entre Roanne et Lyon, en prolongement du service sur le chemin de fer du Centre, afin de lutter contre la concurrence par la Bourgogne (Paris, Montereau, canal de Bourgogne, Saône et Lyon).
- 1847 : (1er mai) traction par locomotive à vapeur du pied de la rampe sud du plan incliné de Neulise jusqu’à Biesse, avec construction d’un hangar pour la locomotive à Biesse. Toutefois, concomitamment, la traction par chevaux persiste jusqu’en 1849.
- 1852 : service par locomotive à vapeur sur le plateau séparant les deux plans inclinés du nord (sommet du plan incliné du Buis jusqu’au pied de la rampe nord du plan incliné de Neulise). On emploie les chevaux uniquement pour les manœuvres des plateformes de Neulise. La traction par locomotive à vapeur est rendue possible par remploi des trois locomotives Koechlin (nos  14, 15 et 16) du plan incliné de la Renardière, dont la traction est assurée, par traité, par la Cie Beaunier.
- À partir de 1852, on ne se sert des chevaux que pour la plate-forme de Neulise et sur les estacades sur le bord de la Loire au Coteau pour le déchargement des wagons dans les péniches.

De nouveaux wagons pyramidaux pour le transport de la houille sont livrés de manière échelonnée.
Service voyageur
- 1843 : (15 juillet) mise en service d’une diligence directe de Roanne à Lyon via Saint-Étienne, offrant ainsi un second service de Roanne à Saint-Étienne. La Cie Beaunier assure traction sur sa ligne.
- 1843 : possibilité à Lyon et à Saint-Étienne de réserver un trajet jusqu’à Paris via Roanne. Les Messageries royales assurent un service Roanne-Orléans repris par le Cie du P.O jusqu’à Paris[ARF 2].
- 1845 : de nouvelles stations voyageur sont ouvertes ; la Roche (au pied du plan incliné du Buis), Balbigny, Feurs, Montrond, Saint-Galmier, Saint-Bonnet-les-Oules. La ligne comporte onze stations au total.
- 1845 : la station voyageur à la Terrasse (Saint-Étienne) est terminée. Deux locomotives à vapeur construites aux ateliers de Feurs assurent le service voyageur dans la plaine du Forez.
- 1846 : 18 diligences quotidiennes assurent 4 trains par jour.
- 1848 : augmentation du trafic voyageur consécutivement à l’ouverture du chemin de fer du Centre.

Service commercial
- 1843 : la Cie Beaunier acheminait le maximum de houille à Andrézieux et confiait le reste à la Cie reconstituée de Roanne. Cette dernière jugeait cette dépendance intolérable. À l’expiration du traité de dix ans datant de 1833, un nouveau traité est négocié dans un climat de défiance. La Cie reconstituée de Roanne pose un ultimatum à celle de Beaunier menaçant de renoncer à tout accord si cette dernière ne réduit pas son péage. En cas d’échec, la Cie reconstituée de Roanne envisage d’acquérir la seconde. Elle va jusqu’à proposer un prix de 1,80 MF et d’engager le directeur de la Cie Beaunier, Combes, comme sous-directeur à la Cie reconstituée de Roanne. La Cie Beaunier demande un prix de 2,20 MF. Ce rachat avait une cohérence : unification de l’exploitation, des tarifs et accès direct à Saint-Étienne pour la Cie reconstituée de Roanne. L’administration, qui avait un droit de regard sur la société reconstituée, s’y opposa ; la Cie reconstituée de Roanne envisageait le rachat en employant une partie du prêt de 4 MF. Des arbitres furent désignés entre les deux compagnies et un nouveau traité signé[Z 7].
- 1844 : un traité est conclu avec la Cie Seguin pour le transport marchandise de Roanne à Lyon. Traité renouvelé en 1846 pour trois ans. Parallèlement, un traité est conclu avec la Cie Beaunier pour la traction, sur sa ligne, des diligences et à un prix inférieur « à nos relayeurs ».
- 1845 : la compagnie réduit son tarif pour accroitre le trafic. L’embarcadère[17] du Coteau est terminé offrant des facilités pour les voyageurs et les expéditionnaires de marchandises.
- 1845 : un traité est conclu avec Cie houillère de Saint-Étienne pour le transport de 12 000 t de houille à destination de la Cie du Paris-Orléans.
- 1849 : renouvellement des traités avec les Cies Seguin et Beaunier pour le transport de marchandises et de voyageurs, avec une répartition des recettes plus équitable.
- 1851 : la concurrence de ligne de Bourgogne oblige une nouvelle réduction de tarif occasionnant une baisse des recettes déjà faibles.

Sécurité.
Selon la réglementation, de 1843, pour le service des plans inclinés, il faut compter :
- pente de 14 à 18 ‰ : 1 garde frein pour chaque groupe de 4 voitures ou wagons ;
- pente de 30 à 50 ‰ : 1 garde frein pour deux wagons de marchandise et 1 garde frein pour chaque véhicule des trains de voyageur, non compris celui du chariot d’attelage du plan incliné.

Pour autant, l’administration dénonce à maintes reprises l’impéritie et la négligence de la compagnie quant au fonctionnement des plans inclinés. De trop fréquents accidents s’y produisent ; rupture du câble de traction, absence de freinage puissant et efficace. Malgré les injonctions de l’administration et les mesures prises par la compagnie, les incidents et accidents ne peuvent être totalement supprimés. Les câbles des plans inclinés de Neulise et du Buis sont remplacés respectivement en 1847 et 1852.
Le plan automoteur du Buis, par son système de contrepoids, est un frein à l’exploitation. À partir de 1850, face à l’augmentation du trafic de marchandises ordinaires, des convois spécifiques sont formés indépendamment des convois de voyageurs couplés désormais à quelques wagons de roulage accéléré. Aussi, afin de ne pas retarder la remonte des convois sur le plan incliné dans l’attente, ou l’insuffisance, de wagons formant contrepoids à la descente, le convoi venant de Roanne est-il attelé au câble de traction avec la locomotive à vapeur en tête ; elle joint son action au contrepoids, puis arrivée au sommet, elle continue avec son convoi jusqu’au pied de la rampe nord du plan incliné de Neulise. S’il n’y a pas de wagons en contrepoids, la locomotive remonte le plan incliné par ses propres moyens avec deux ou trois wagons chargés, puis redescend seule, attelée comme contrepoids au câble, pour faire remonter, en sens inverse, six à huit wagons chargés. Venant de Neulise, la locomotive à vapeur descend le plan incliné du Buis avec un maximum de six wagons formant contrepoids à la remonte de 12 wagons chargés ou l’équivalent.
Enfin, peu avant son rachat, la compagnie confie à son inspecteur du matériel, Charles Arquembourg, qui se met à son compte, la sous-traitance du remorquage des convois et de l’entretien du matériel.

### Une administration révisée
La compagnie fut la première à mettre en place la participation aux bénéfices pour mieux s'attacher le service de ses agents. Ainsi, elle institue, selon leur catégorie, un système de rémunération comportant une part fixe complétée d’une part proportionnelle aux bénéfices ainsi qu'une caisse de secours ; « Dès 1843 nous avons associés spontanément nos employés aux bénéfices de l’exploitation ; cette mesure a eu les résultats les plus satisfaisants. Pour les agents de second ordre et les ouvriers, nous avons établi une caisse de secours et de prévoyance. La compagnie contribue à former cette caisse par un prélèvement de 50 cts pour 100 F sur les bénéfices nets. ».
En 1847, A. Bousson est nommé sous-directeur, puis en 1849, à la suite d’une réorganisation de la compagnie, ingénieur-directeur de l’exploitation domicilié au Coteau. Parallèlement, la même année, Michelot, directeur, reste en poste fixe à Paris pour diriger la comptabilité et les affaires courantes. N’étant plus astreint à se déplacer à Roanne pour ses inspections, sa rémunération est revue à la baisse,.

### Le trafic
Les perfectionnements ont permis une augmentation du trafic jusqu’en 1847 puis une chute consécutive à la révolution de 1848. Mais au-delà, le trafic se maintient quasiment au niveau antérieur. Le relatif regain en fin de période traduit les efforts pour ajuster la rémunération des entrepreneurs chargés de la traction et de l’entretien du matériel en fonction du tonnage transporté ainsi que d’un abaissement du tarif.
| sources, | voyageurs   | marchandises |
| -------- | ----------- | ------------ |
| 1842     | 29 093 voy. | 47 543 t     |
| 1843     | 37 614 voy. | 56 076 t     |
| 1844     | 42 383 voy. | 69 628 t     |
| 1845     | 49 624 voy. | 84 514 t     |
| 1846     | 57 027 voy. | 94 107 t     |
| 1847     | 66 592 voy. | 120 225 t    |
| 1848     | 61 475 voy. | 84 064 t     |
| 1849     | 67 726 voy. | 81 929 t     |
| 1850     | 68 990 voy. | 85 985 t     |
| 1851     | 61 306 voy. | 85 708 t     |
| 1852     | 66 335 voy. | 105 125 t    |

Corrélativement, la part du chemin de fer face à la voie fluviale, dans le total des marchandises descendues jusqu’à Roanne, s’est élevée à 39 %, en moyenne, entre 1843 et 1848.
À partir de 1852, la concurrence par le chemin de fer de Bourgogne devient plus vive.

## L’échec
L’ouverture du canal latéral à la Loire de Roanne à Digoin, contrairement aux espoirs entretenus par Mellet et Henry, n’a pas bénéficié au chemin de fer. Malgré les perfectionnements réalisés, il n’a pas réussi, tout au long de son existence jusqu’à 1853, à se substituer à la navigation sur la Loire supérieure.
Le nombre de bateaux (tout type de marchandise confondu) descendant d’Andrézieux à Roanne n’a cessé d’augmenter de 1833 (2 300 bateaux) à 1853 (4 400 bateaux) avec un pic en 1846 (7 560  bateaux). C’est à compter de 1854 que le nombre de bateaux diminue, en raison de la concurrence des houilles du Nord, de Blanzy et de Commentry pour quasiment disparaître à la fin de la décennie 1850.
Le fonds social (6 MF) et « les emprunts furent insuffisant pour améliorer la fâcheuse situation de la compagnie qui ne pouvait payer d’intérêts ni à ses créanciers ni à ses actionnaires ». « Les actions se négociaient avec perte et difficilement ». Pour alléger la charge du remboursement des emprunts, la compagnie renégocie en 1844 avec la banque Goüin et Cie l’emprunt de 2 MF à 6 % en ramenant le taux à 5 % et le montant à 1,8 MF. Seuls 630 souscripteurs de l’emprunt, sur les 4 400 initiaux, refusent cette renégociation et demandent leur remboursement immédiat au taux de 6 %. Les 630 obligations restent en dépôt à la banque contre rémunération de la compagnie dans l’attente de nouveaux souscripteurs. Finalement, en 1847, il ne reste plus que 520 obligations en dépôt qui sont souscrites par la maison Séguin frères.
La compagnie a bien conscience de l’impasse dans laquelle se trouve son chemin de fer. Plusieurs pistes sont explorées pour trouver une issue favorable, toutes remisées faute de moyens financiers suffisants.

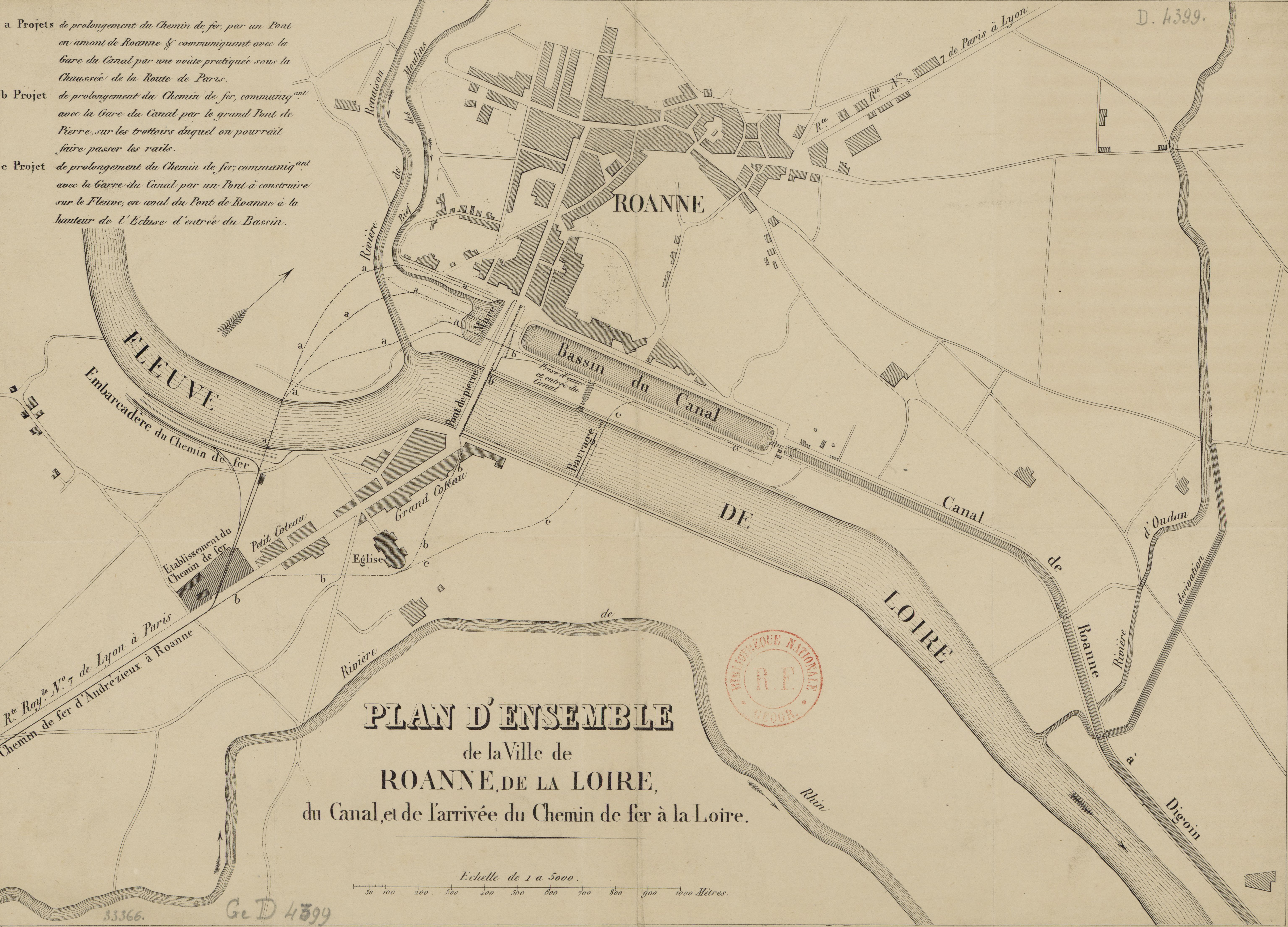
Projets de jonction entre le chemin de fer de la Loire et le canal de Roanne à Digoin (1845)

En 1845 elle envisage de conclure un traité avec la Cie du canal de Roanne à Digoin, pour la construction, à frais partagés, d’un pont ferroviaire sur la Loire pour joindre le Coteau au bassin du canal à Roanne. Ainsi serait réalisée une communication ininterrompue jusqu’à Paris « et assurera à la compagnie un triomphe définitif sur la concurrence de la Loire ». Ce projet ne se réalisera pas dans l’immédiat.
Elle fait étudier un nouveau tracé permettant la suppression des plans inclinés sans s’écarter de beaucoup du tracé actuel mais qui permettrait une pente uniforme pour un service continu par locomotive à vapeur ; « les plans inclinés, voila donc notre maladie ». « Les plans [inclinés] à machines fixes entraînent le plus souvent des manœuvres dispendieuses… Ils ne présentent d’économie sur l’emploi de locomotives, de modèle ordinaire, que lorsque l’on dépasse des rampes de 30 millimètres [30 ‰]. Leur usage occasionne des arrêts forcés aux trains… Ils ne peuvent donc guère trouver leur application, que sur des chemins de service, ou dans des conditions toutes spéciales,. Là encore ces études sont restées à l’état de projet.
De leur côté les ingénieurs des Ponts & Chaussées étudient la rectification du tracé entre la route de Vendranges, près de l’Hôpital, et le pont Lachat à Balbigny. Ce projet est trop onéreux pour la compagnie. Cette étude s’apparente à la rectification du tracé qui sera réalisée ultérieurement par le P.L.M.
La compagnie espère pouvoir participer aux différentes combinaisons capitalistiques pour la constitution des réseaux ferroviaires en cours de négociation ; « Une transaction de cette nature fera sortir notre chemin de fer de son état d’imperfection et amènera les résultats auxquels la patiente persévérance des actionnaires leur donne des droits incontestables ». À cet égard, elle s’intéresse au prolongement du chemin de fer du Centre (Orléans-Nevers) jusqu’à Roanne. En concurrence avec le P.O., la compagnie fait valoir son intérêt pour ce prolongement en constituant et en finançant un comité d’études réunissant des membres communs au conseil d’administration des deux compagnies (Cie du Centre et Cie de la Loire), dont Michelot. Espoir déçu car la Cie du Centre est absorbée par le P.O. laissant à l’écart le chemin de fer de Roanne.
Par-dessus tout, la compagnie craint la concurrence du chemin de fer de Bourgogne qui détournerait à son profit le trafic venant du Midi. En outre, le projet d’un chemin de fer de Roanne à Lyon par Tarare lui fait craindre une nouvelle concurrence plus frontale face à laquelle elle espère pouvoir convaincre les deux autres compagnies (Cie Beaunier et Cie Seguin) de s’unir. Mais rien n’aboutit.

## L’épilogue

### L’aggravation financière
En 1845, l’action s’échange au cours de 415 F. Fin 1850, 235 actions n’ont toujours pas trouvé preneur.
Le prêt de 4 MF est entièrement versé en 1850 par un dernier versement de 50 000 F, mais le paiement des intérêts n’a pas encore commencé ; ils sont exigibles à compter de 1852. La compagnie a contracté, par ailleurs, d’autres emprunts pour un montant de 3,105 MF au 31 décembre 1851.
Malgré les améliorations apportées, les produits du trafic augmentent peu ; les bénéfices de la compagnie sont faibles. Ils ne sont pas suffisants pour lui permettre de verser des dividendes à ses actionnaires ni même payer à l’État l’intérêt du prêt de 4 MF. Les actions à la bourse de Paris sont considérées comme de mauvaises valeurs, tellement dépréciées qu’on les négocie, en coulisse ("petite bourse" ou bourse informelle), au prix moyen de 280 F. Le rendement des capitaux investis (fonds social, prêt, emprunts) est de 1,4 %,.
Le soutien de l’État n’a pas suffi ; les dépenses sont à peine couvertes. En 1852, les dettes s’élèvent à 7,140 MF.

### La fusion
L’amélioration des voies navigables du nord de la France et l’ouverture du chemin de fer du Nord permettent aux houilles du nord et de Belgique d’arriver à Paris à moindre coût et en plus grande quantité, confisquant aux chemins de fer de la Loire les débouchés à l’origine de leur création.
Par ailleurs, les industriels locaux se plaignent des disparités d’exploitation et de tarif entre les trois compagnies de chemins de fer du bassin stéphanois, sans compter les conflits entre elles.
À l'initiative de Gustave Delahante, la Compagnie des mines de la Loire, soucieuse de l’amélioration des conditions de transport de ses produits, s'accorde avec le Crédit Mobilier des frères Pereire pour fusionner les trois compagnies primitives de chemin de fer du bassin de Saint-Étienne au sein de la Compagnie des chemins de fer de jonction du Rhône à la Loire avec l'ambition de reconstruire ces lignes pour en permettre une exploitation rationnelle avec du matériel moderne.
Par conventions des 22 décembre 1852 et 6 avril 1853 la Compagnie reconstituée du chemin de fer de la Loire cède et abandonne, à compter du 1er avril 1853, la concession de son chemin de fer et ses dépendances à la Compagnie des chemins de fer de jonction du Rhône à la Loire.
La Compagnie des chemins de fer de jonction du Rhône à la Loire se porte auprès du gouvernement pour solliciter une réduction de la durée de la concession à 99 ans, 35 MF afin de rectifier, élargir et améliorer les trois chemins de fer, rembourser à l’État la dette de la compagnie d’Andrézieux à Roanne en trente annuités comprenant l’intérêt de 3 % et l’amortissement au même taux que le prêt. En contrepartie, elle sollicite une subvention de 10 MF, la garantie à 3 % des sommes à payer pour l’exécution des travaux jusqu’à concurrence de 3 MF et la garantie de l’annuité due aux compagnies rachetées. Le gouvernement accepte ces conditions mais, s’agissant des contreparties demandées, ne souscrit qu’à la dernière garantie pour une durée de 50 ans. Un décret impérial du 17 mai 1853 entre le ministre des Travaux publics et la Compagnie de jonction du Rhône à la Loire approuve la convention passée entre les deux parties le 16 mai 1853. Les conditions financières font l’objet d’une loi votée le 10 juin 1853.
L’ensemble de ces conventions sont approuvées par le conseil d’administration de la Compagnie reconstituée du chemin de fer de la Loire, réunit le 25 juin 1853. À cette occasion, le conseil vote pour la frappe d’un jeton en or d’une valeur de 100 F à chaque administrateur et au directeur Michelot. Les administrateurs reçoivent 11 600 obligations de la Compagnie de jonction du Rhône à la Loire de 500 F chacune, portant 15 F d’intérêt.
Au total, le rachat coûte à la nouvelle Compagnie des chemins de fer de jonction du Rhône à la Loire 12 940 000 F ; 11 600 obligations x 500 F [5 800 000 F] + dettes [3 140 000 F] + prêt de l’État [4 000 000 F].
Au contraire de A. Bousson, Auguste Michelot ne poursuit pas sa carrière dans la nouvelle compagnie et prend sa retraite. Il décède l’année suivante, en 1854.

## Souvenirs
Flora Tristan a laissé un témoignage de son voyage de six heures, en 1844, entre Roanne et Saint-Étienne par le chemin de fer.
À l’occasion d’un déplacement de l’empereur Napoléon III à Saint-Étienne, en septembre 1852, qu’il rejoint par la route en quittant Roanne, l’auteur du récit officiel des déplacements de l’empereur choisit, au contraire, d’emprunter le chemin de fer en compagnie de Michelot et du préfet de la Loire, entre autres personnalités. Le passage dans la montagne lui rappelle « …dans d’immenses proportions ces montagnes russes dont on fait un jeu dans quelques jardins publics de Paris ».
Pour sa part, Audiganne donne une description pittoresque du déroulement d’un voyage sur le chemin de fer, en particulier le passage des plans inclinés.
La numismatique ferroviaire compte un jeton de présence de la Compagnie reconstituée.

## Vestiges
De nos jours, des vestiges de la plateforme de la ligne entre l’Hôpital sur Rhins et Biesse restent encore inscrits dans le paysage et, à certains endroits notamment dans la vallée du Gand, servent de chemin de randonnée. Sur le plateau de Biesse, des vestiges de la plateforme et la partie supérieure du plan incliné sont traversés par l'emprise 2x2 voies de la RN 82. Enfin, la partie inférieure du plan incliné de Biesse est emprunté par la route RD 1082.

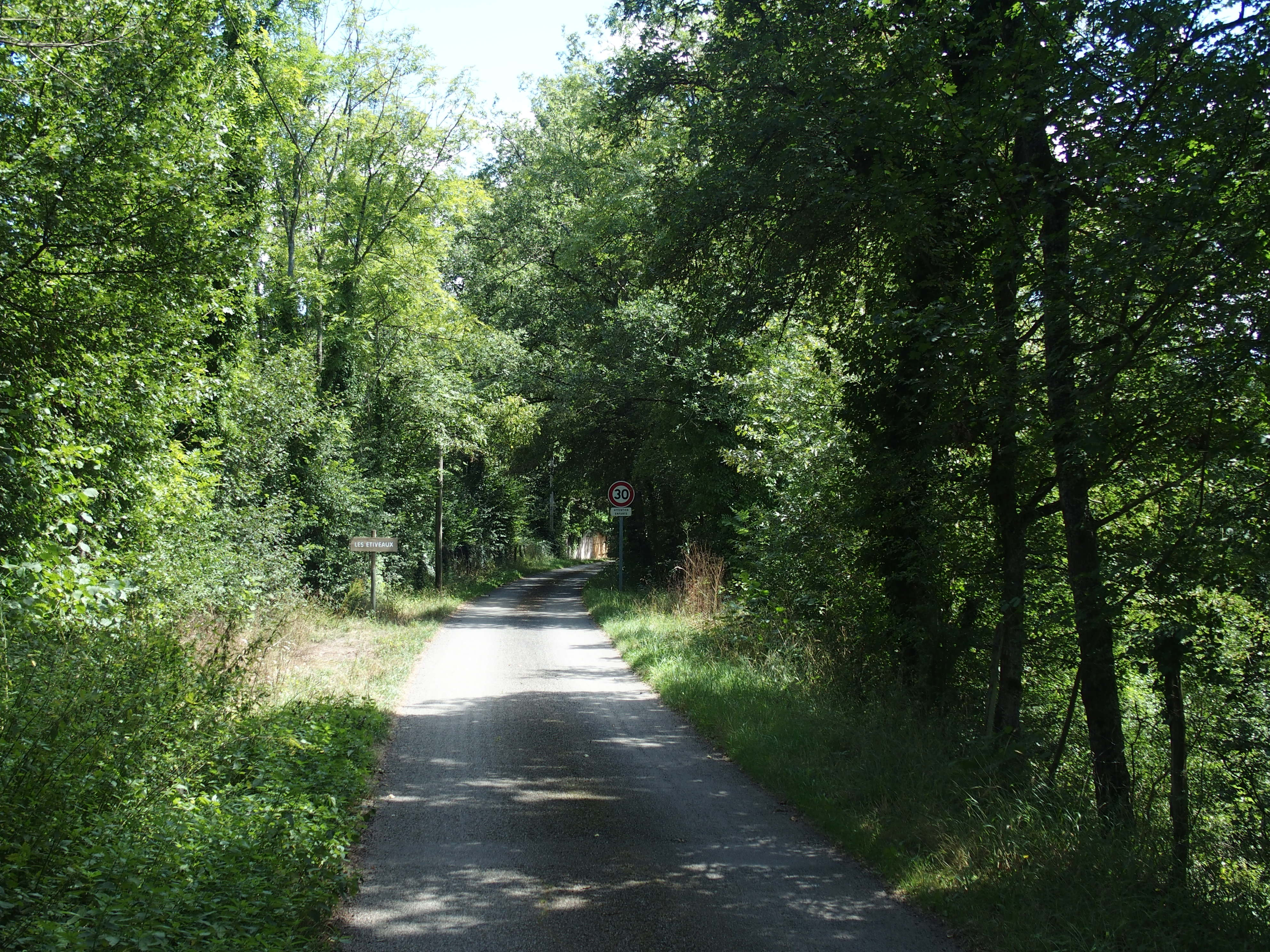
Le long du Gand (lieu-dit Les Etiveaux).
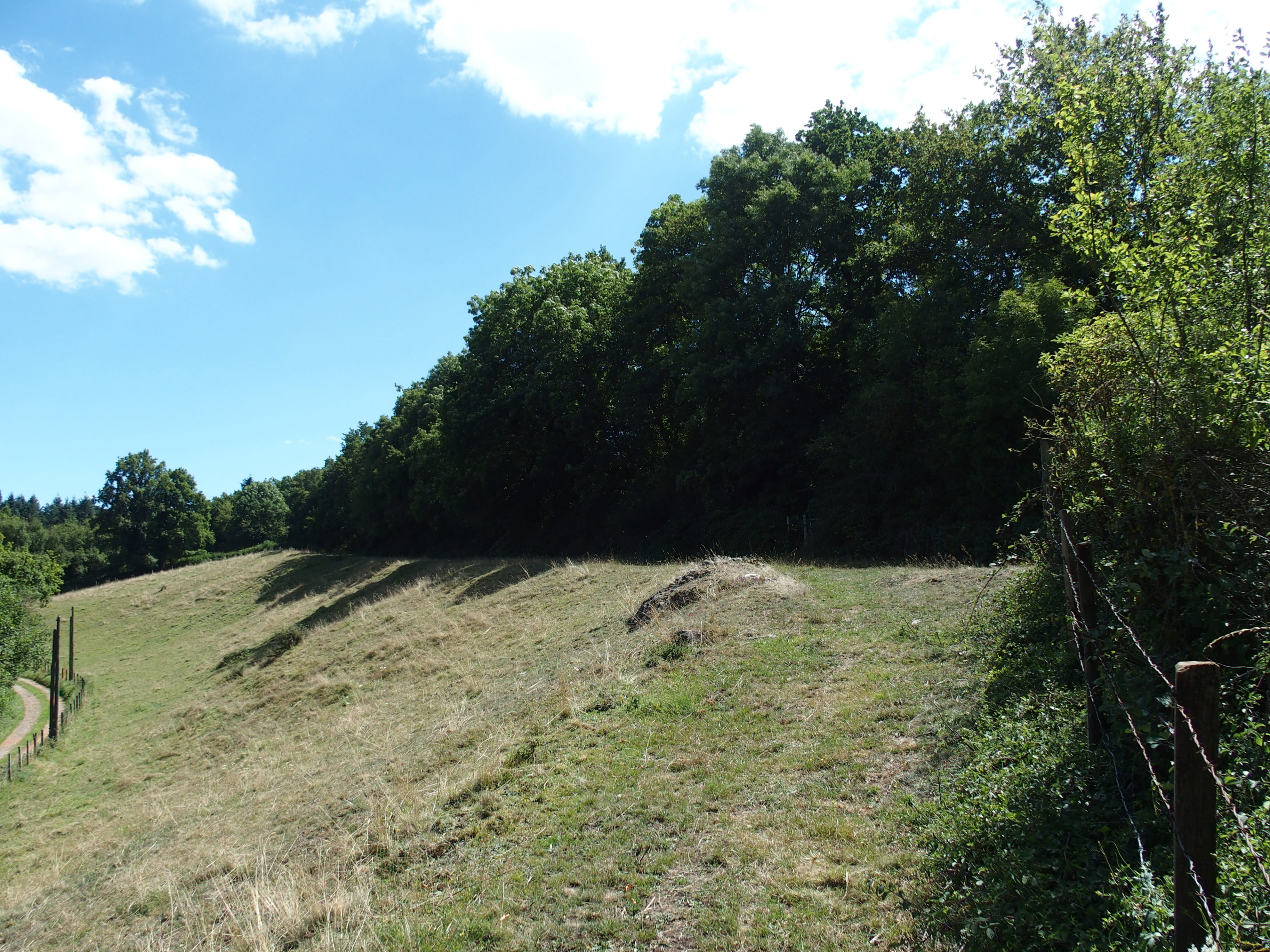
Remblai du plan incliné du Buis (en direction de Neulise).
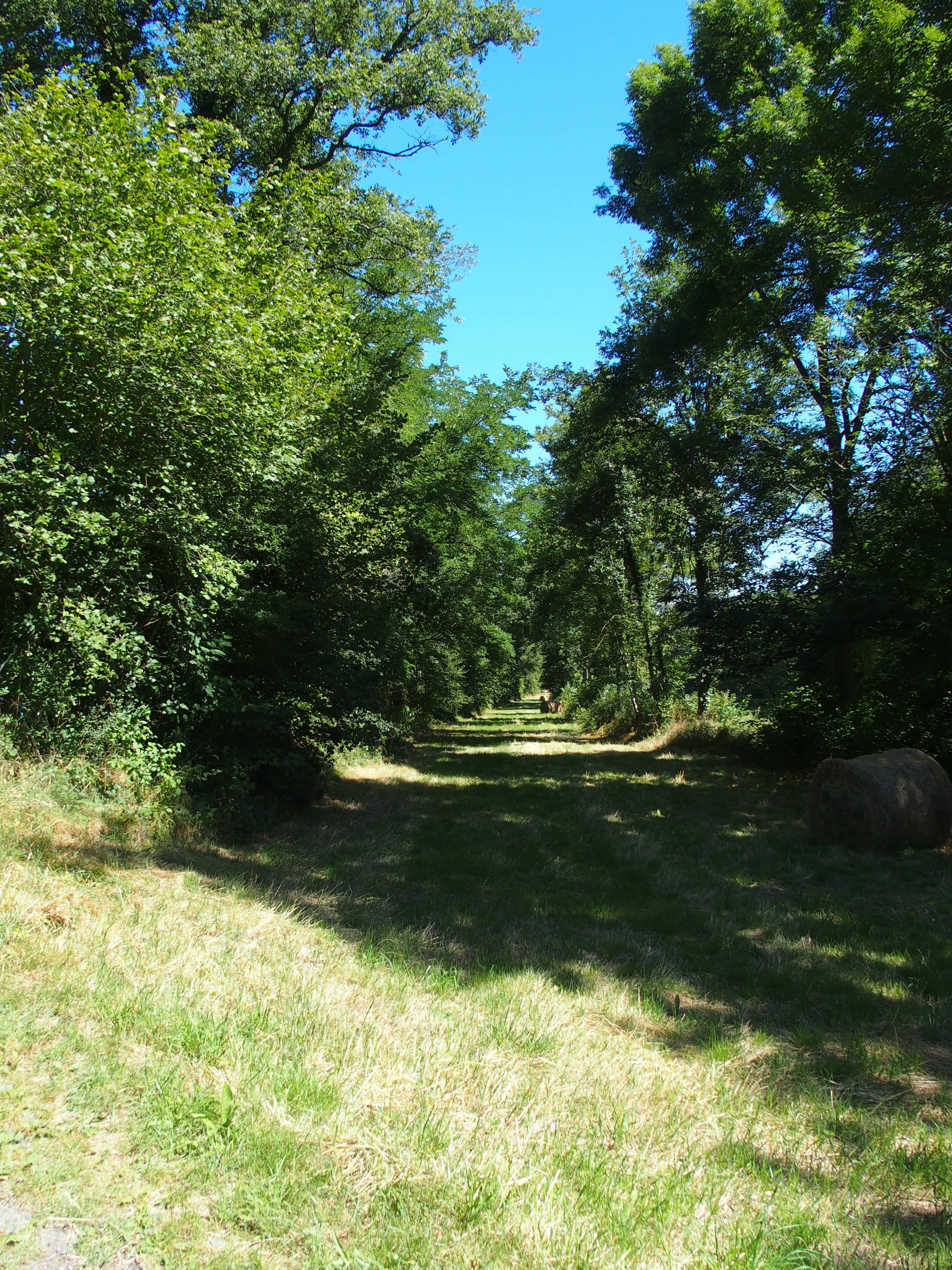
Au croisement du chemin menant au lieu-dit La Longeance (vue en direction de St Shymphorien le Lay).
Au croisement du chemin menant au lieu-dit La Longeance (panorama).
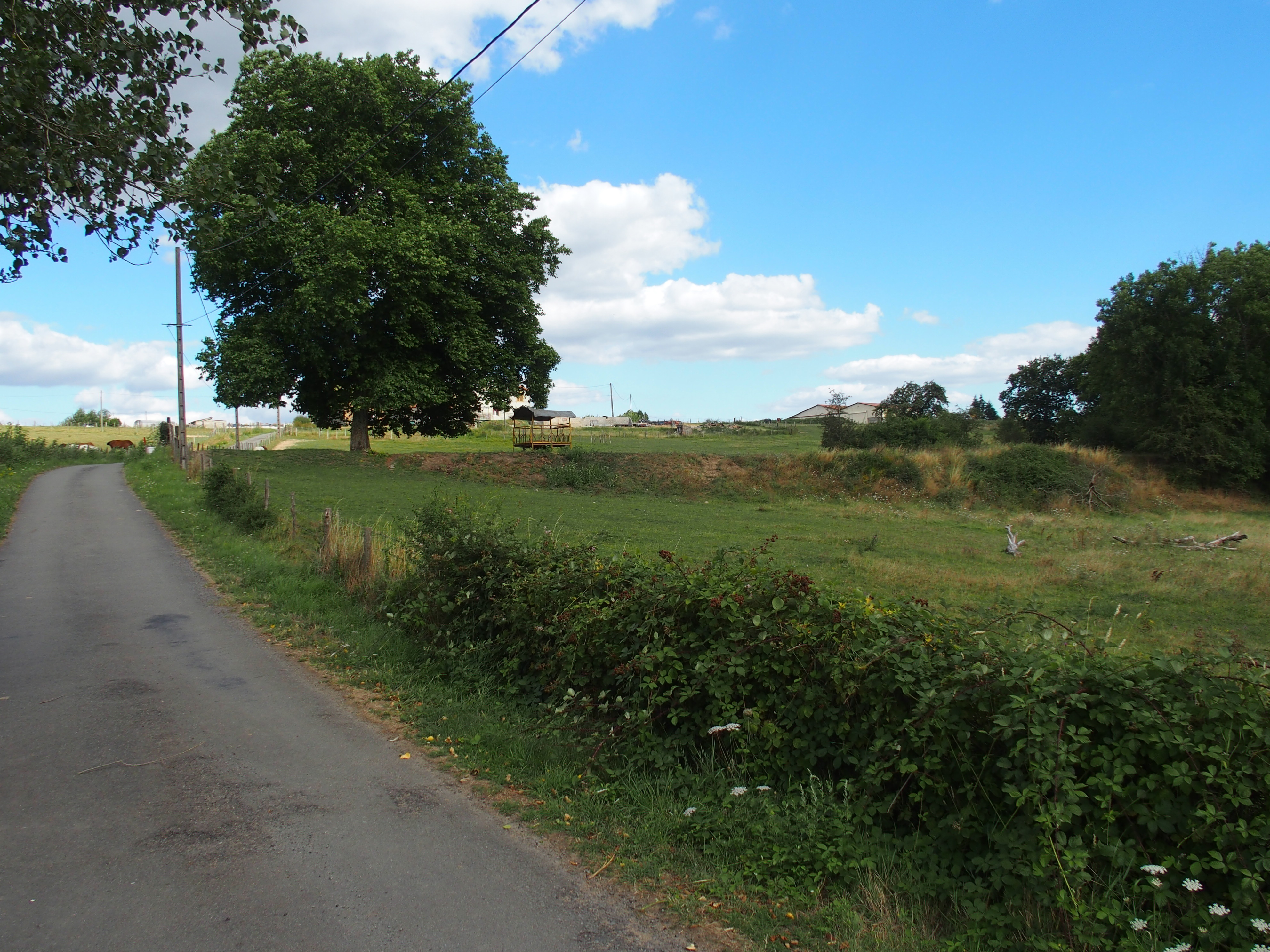
Remblai du versant sud du plan incliné de Neulise (croisement du chemin menant au lieu-dit Le Foux).
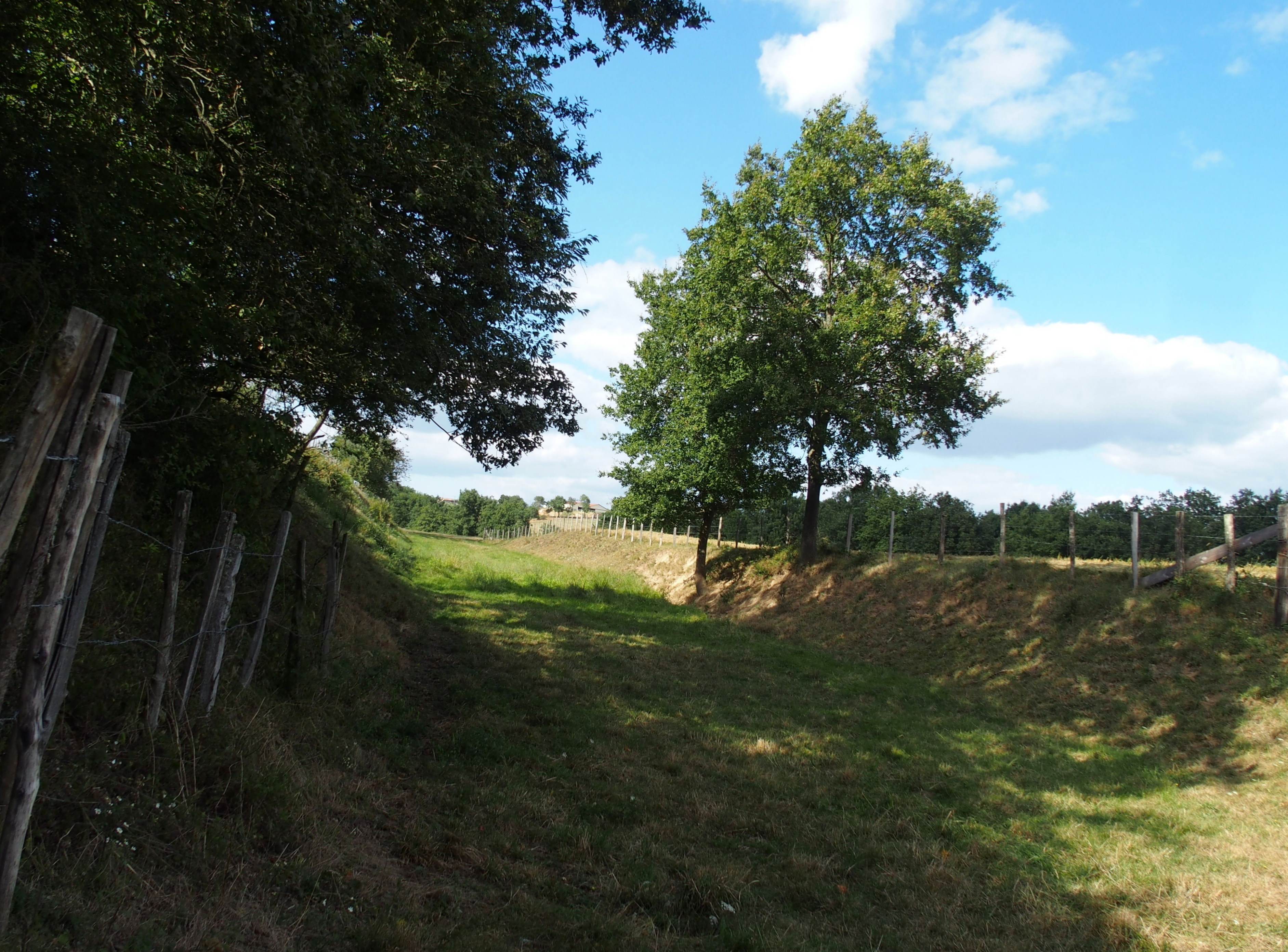
Tranchée du plan incliné de Neulise (en dessous du lieu-dit Le Foux). La largeur de la tranchée témoigne de la double voie du plan incliné.
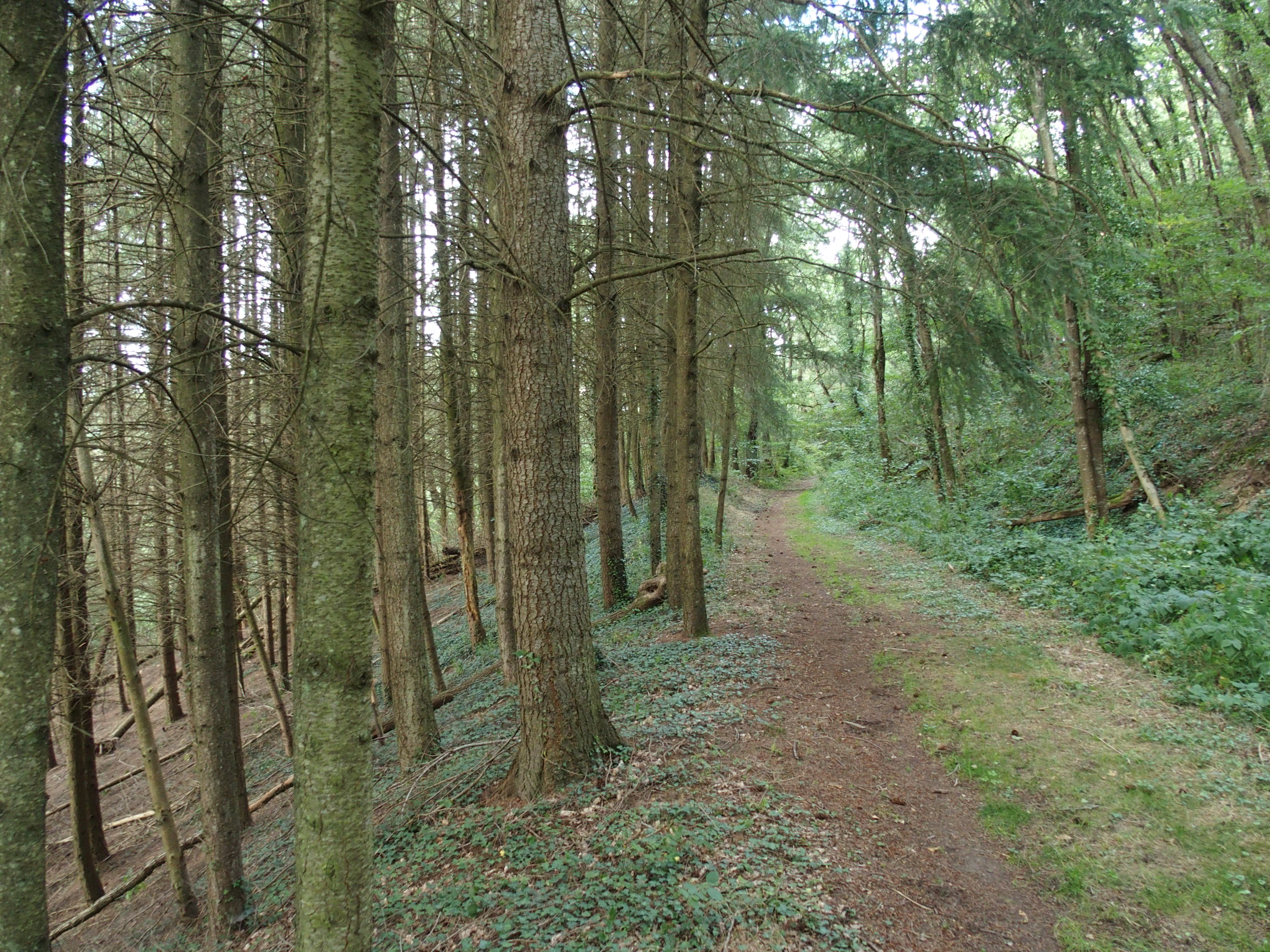
Dans le Bois Guyot après avoir passé le pont des Bonnets en direction de St Marcel de Félines (vue en direction de Neulise).
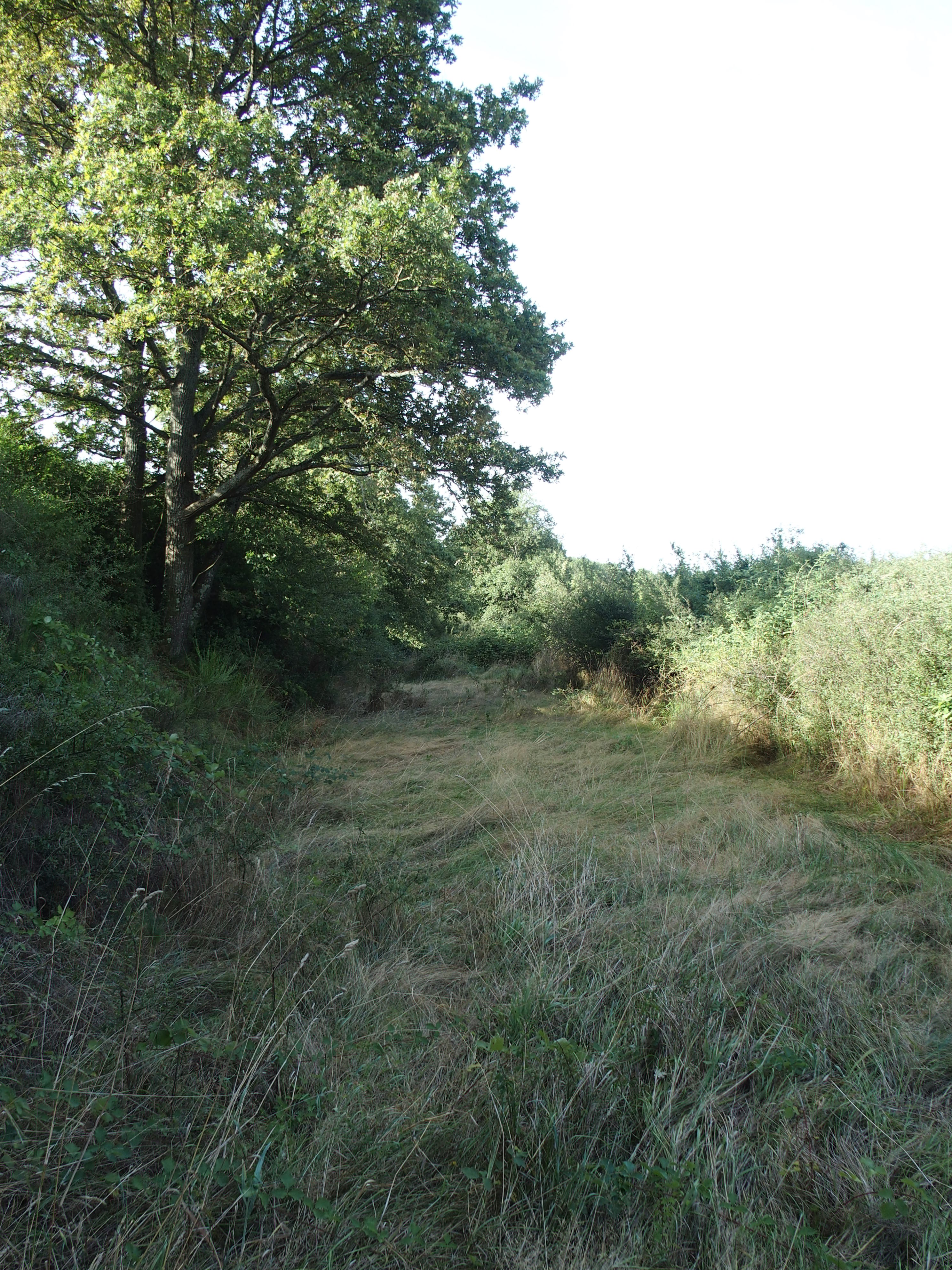
Tranchée le long du chemin menant à La Croix de Bard.
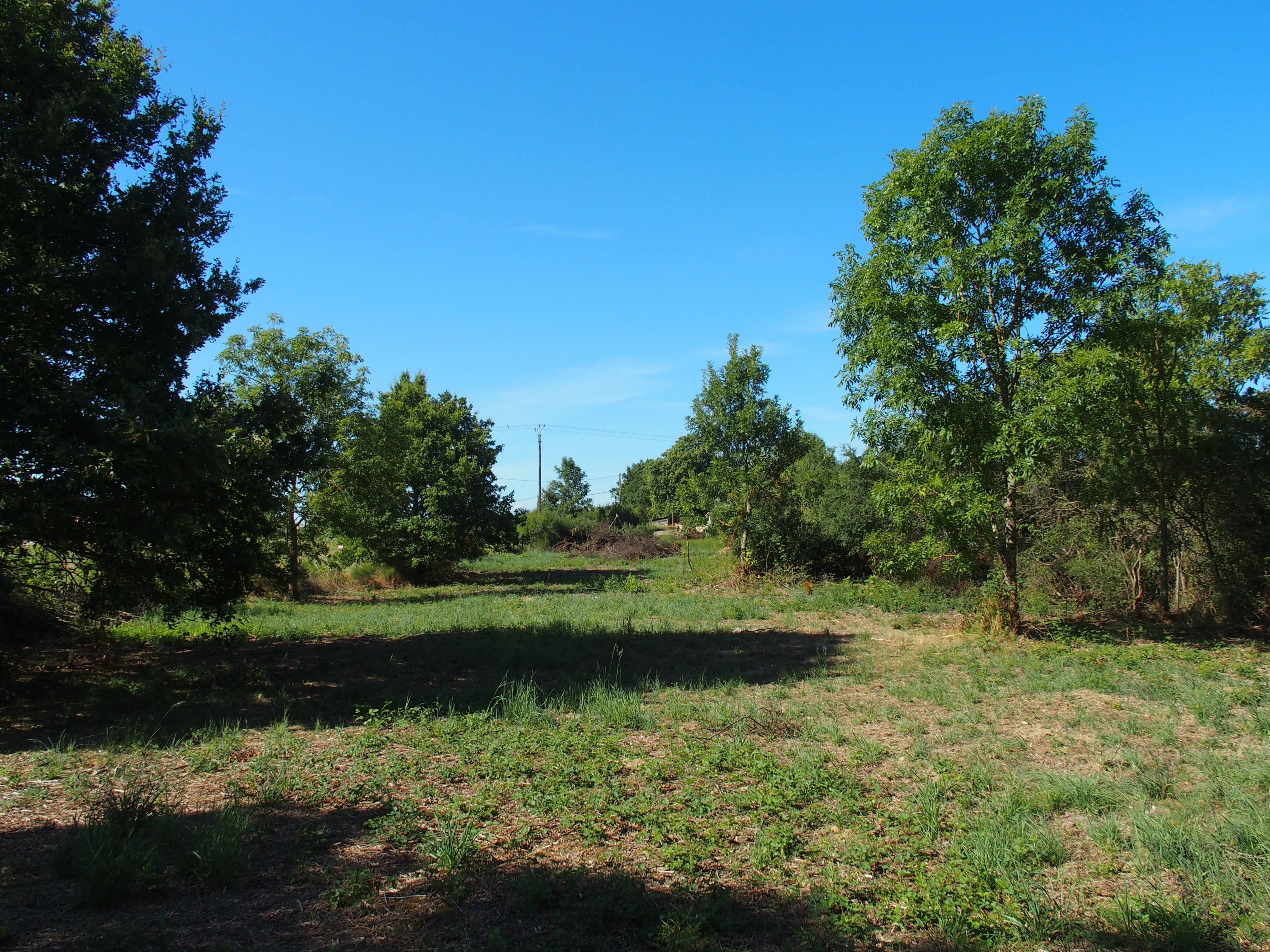
Après avoir traversé la N82 à La Croix de Bard (vue en direction de Biesse).
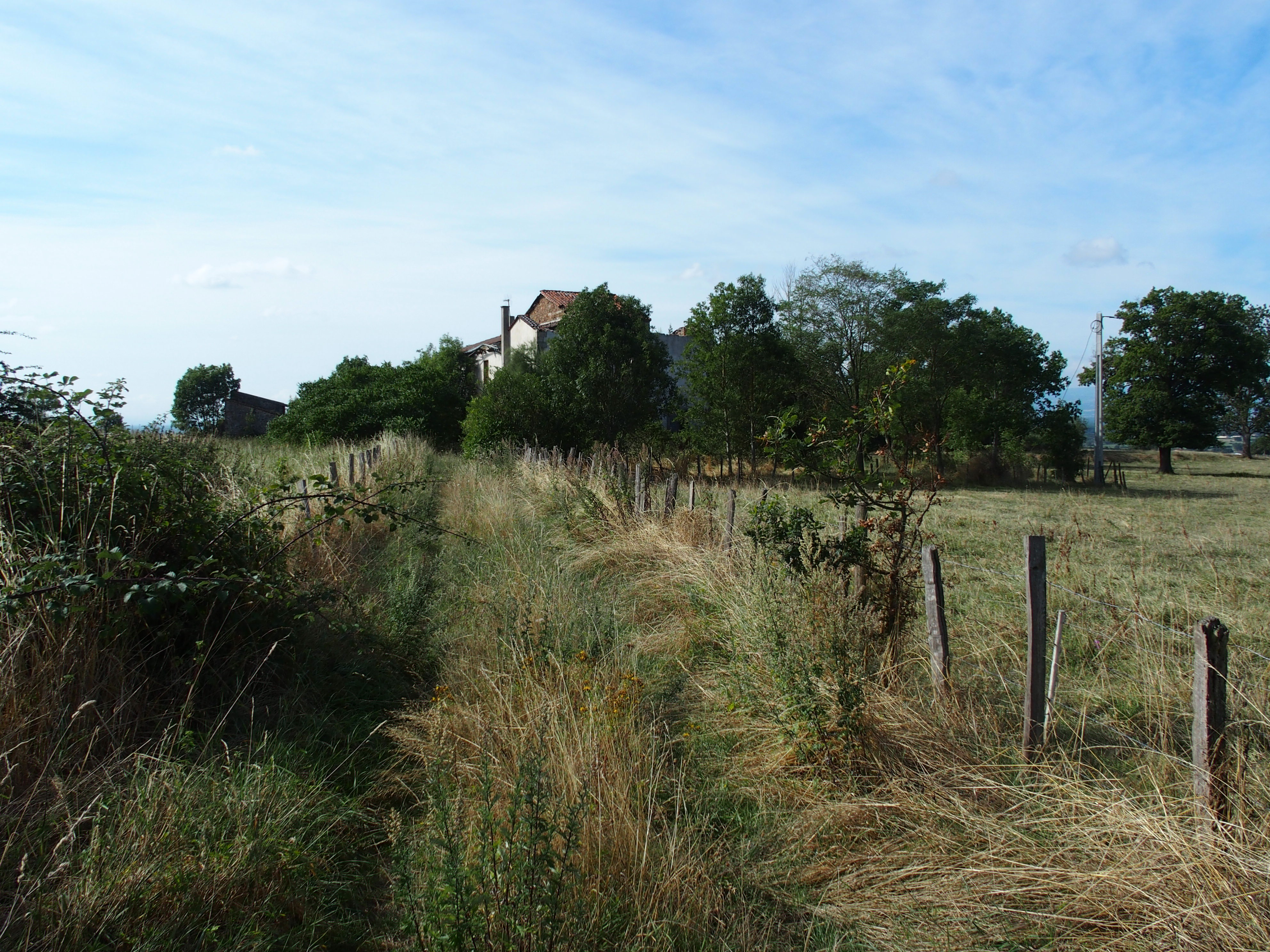
L'arrivée à la machine fixe du plan incliné de Biesse.

À saint Symphorien le Lay, au-delà du sommet du plan incliné du Buis, la plate-forme du chemin de fer a été utilisée, sur quelques centaines de mètres, par la voie ferrée métrique de la ligne de Régny à-Saint-Just-en-Chevalet, dite « Le Tacot », exploitée entre 1910 et 1939.

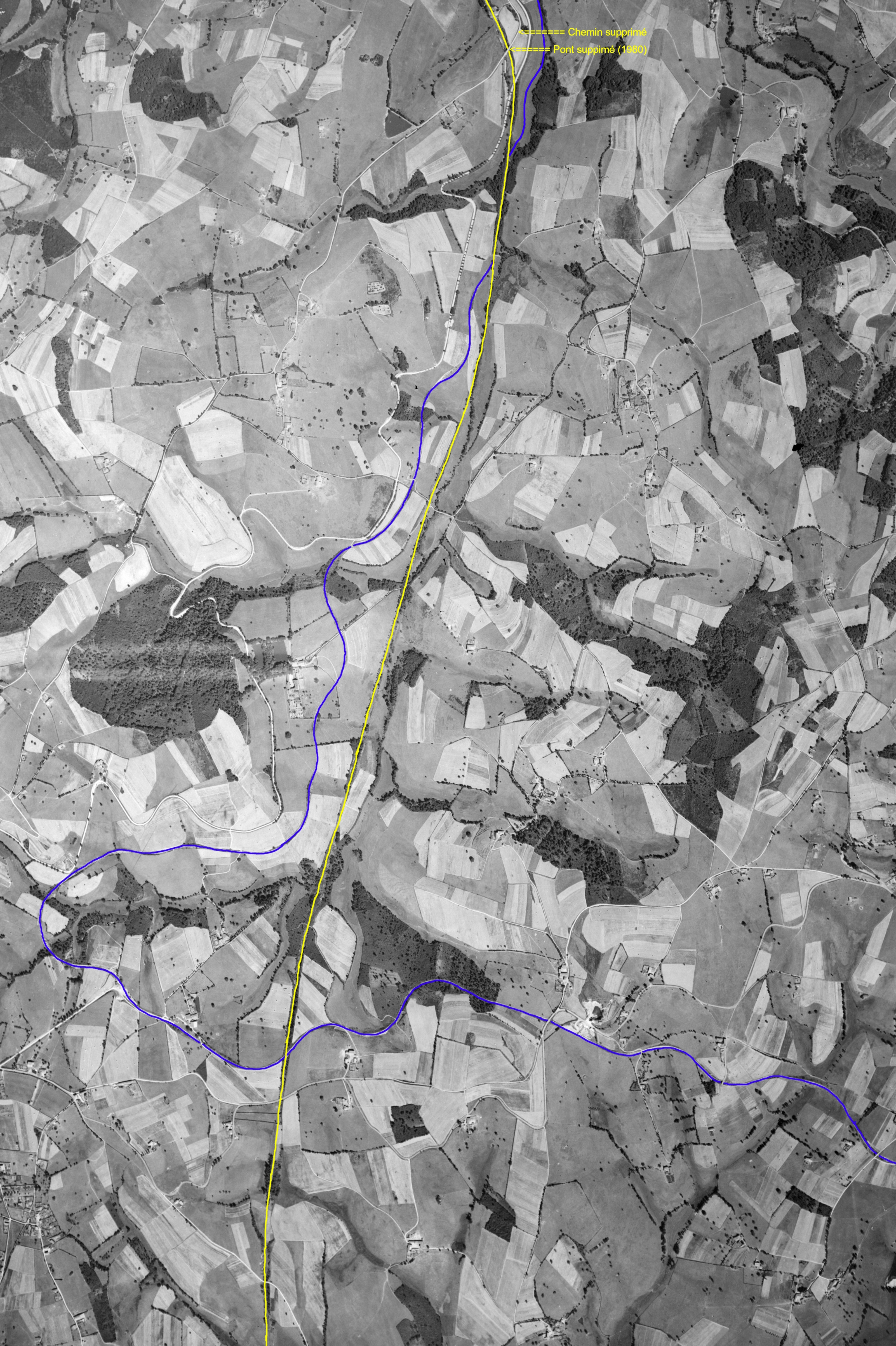
Comparaison entre le tracé (bleu) du "Tacot" et le tracé (jaune) du "Chemin de fer de la Loire" entre Saint Symphorien le Lay et Neulisse.

Parmi les bâtiments et ouvrages d'arts, subsistent la gare de Saint Symphorien le Lay et le pont des Bonnets ainsi que les vestiges du pont Saint-Marcel et de la machine fixe du plan incliné de Biesse.

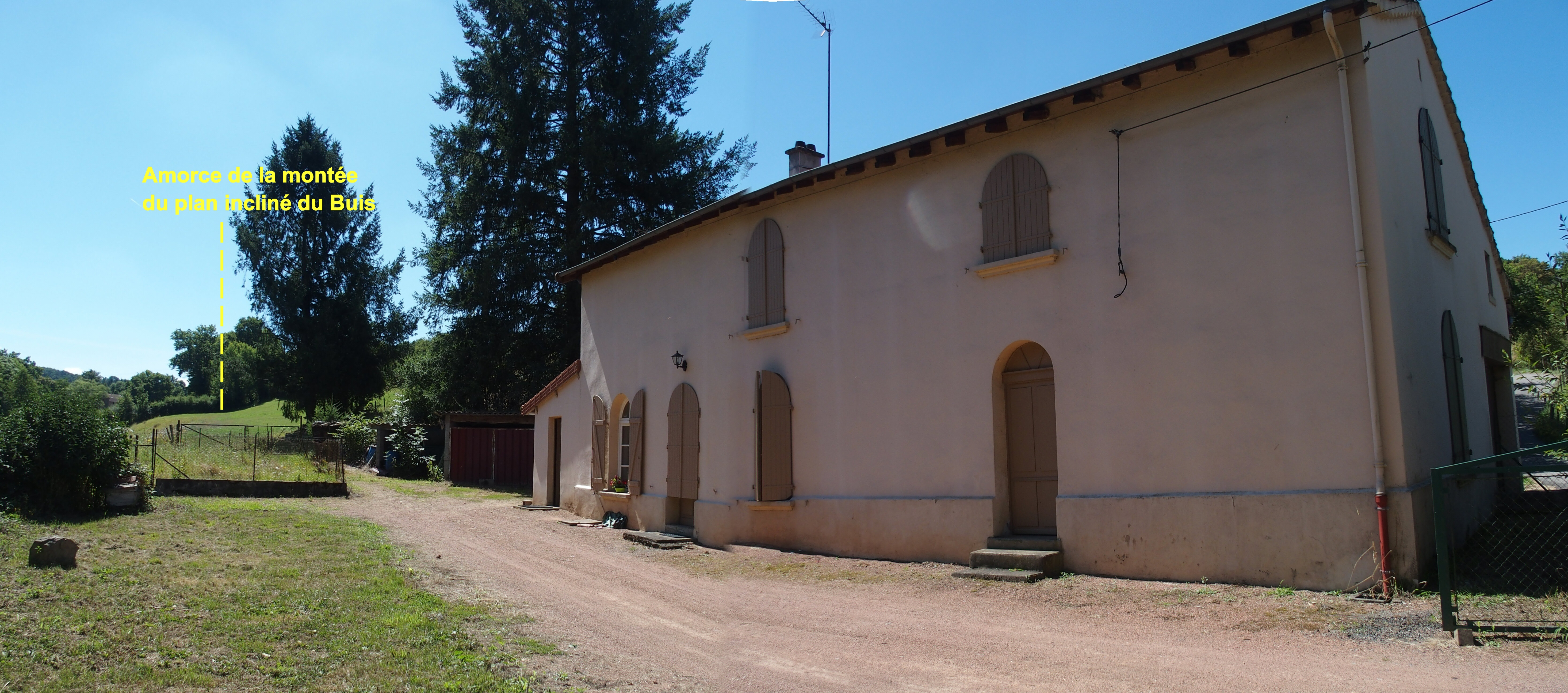
St Symphorien le Lay (lieu-dit Le Dépôt)-la gare en bas du plan incliné du Buis.
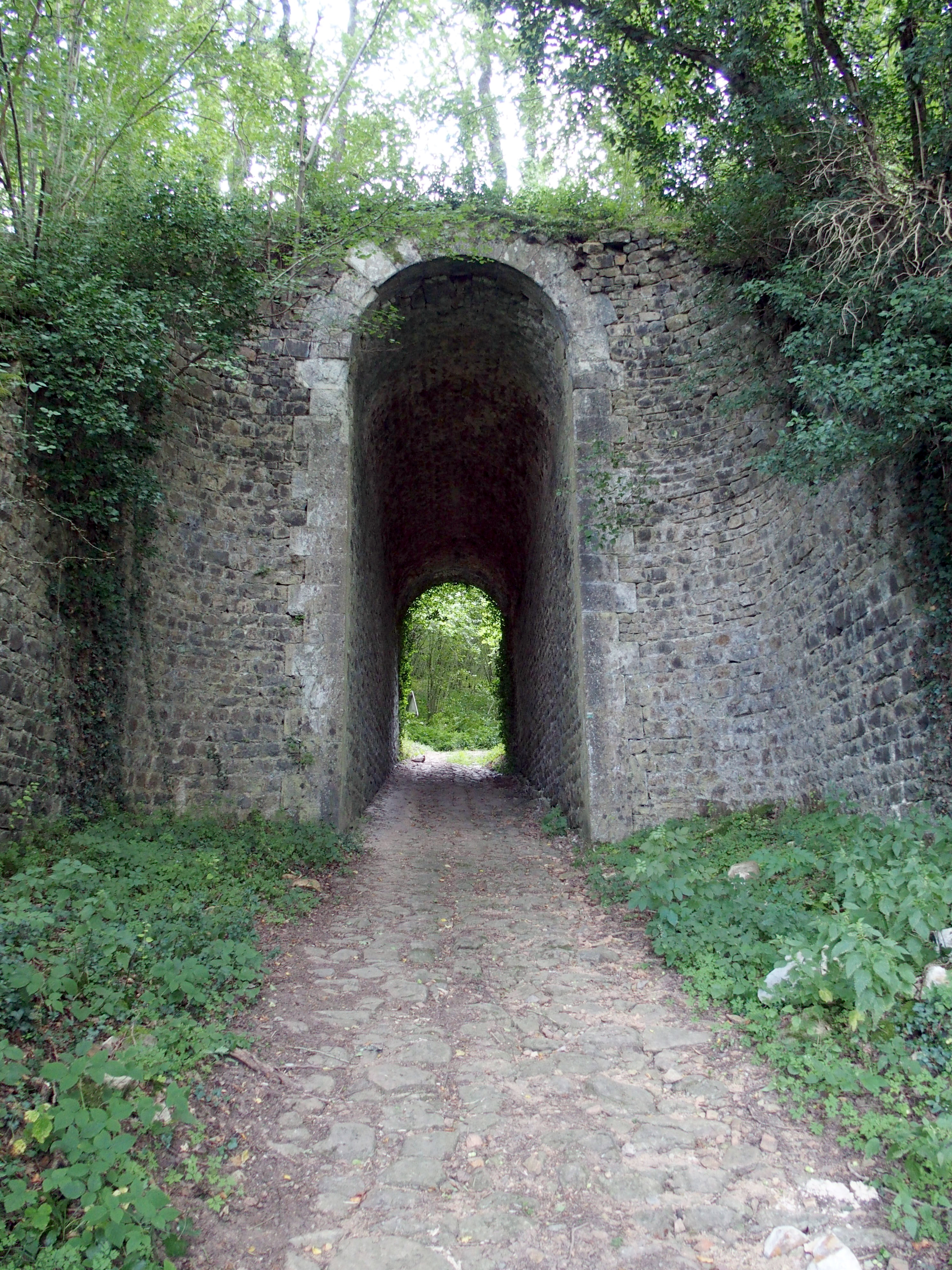
Saint Marcel de Félines-pont des Bonnets.
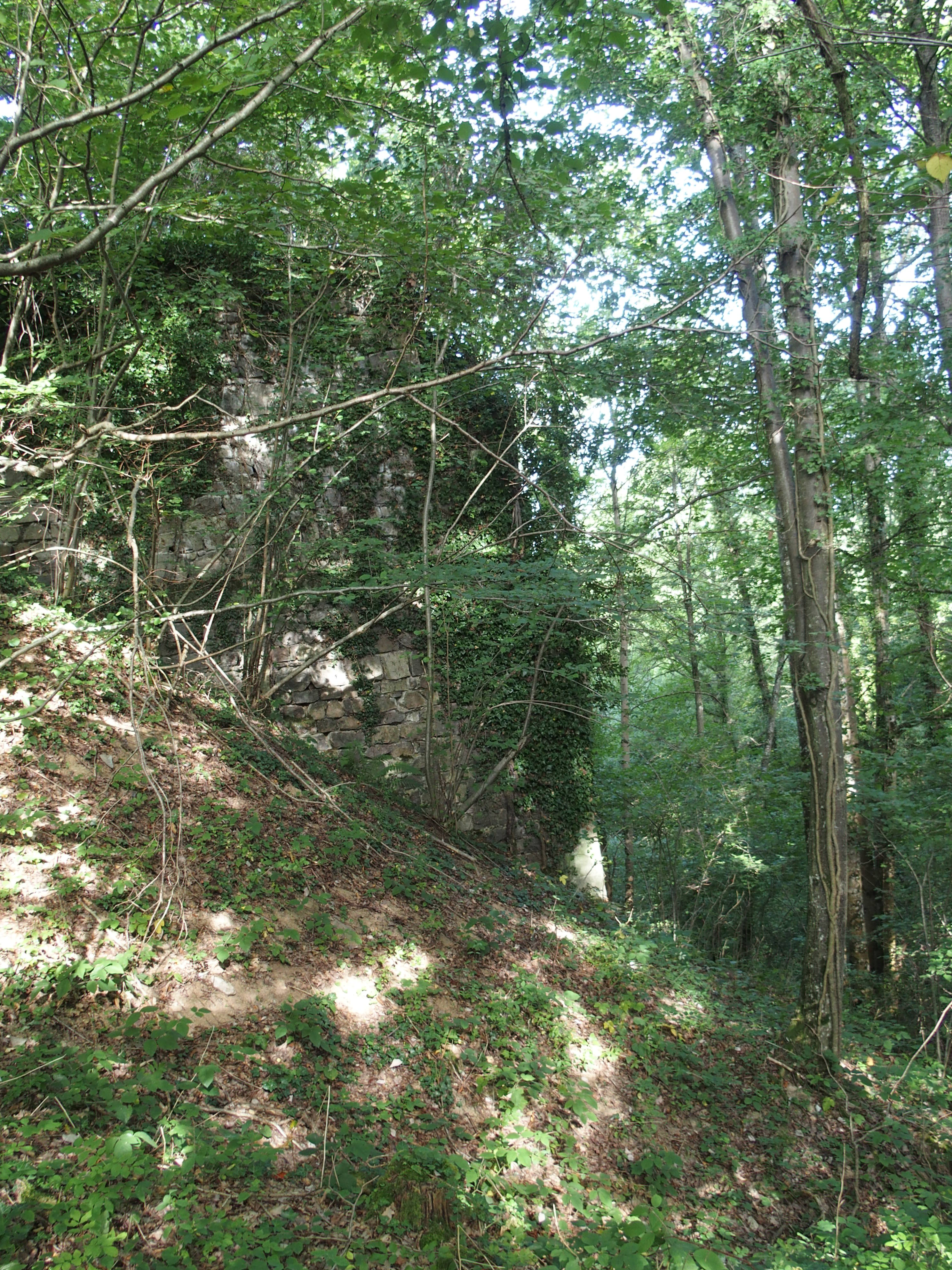
Saint Marcel de Félines-pont St Marcel (vestige d'une culée en pierre).
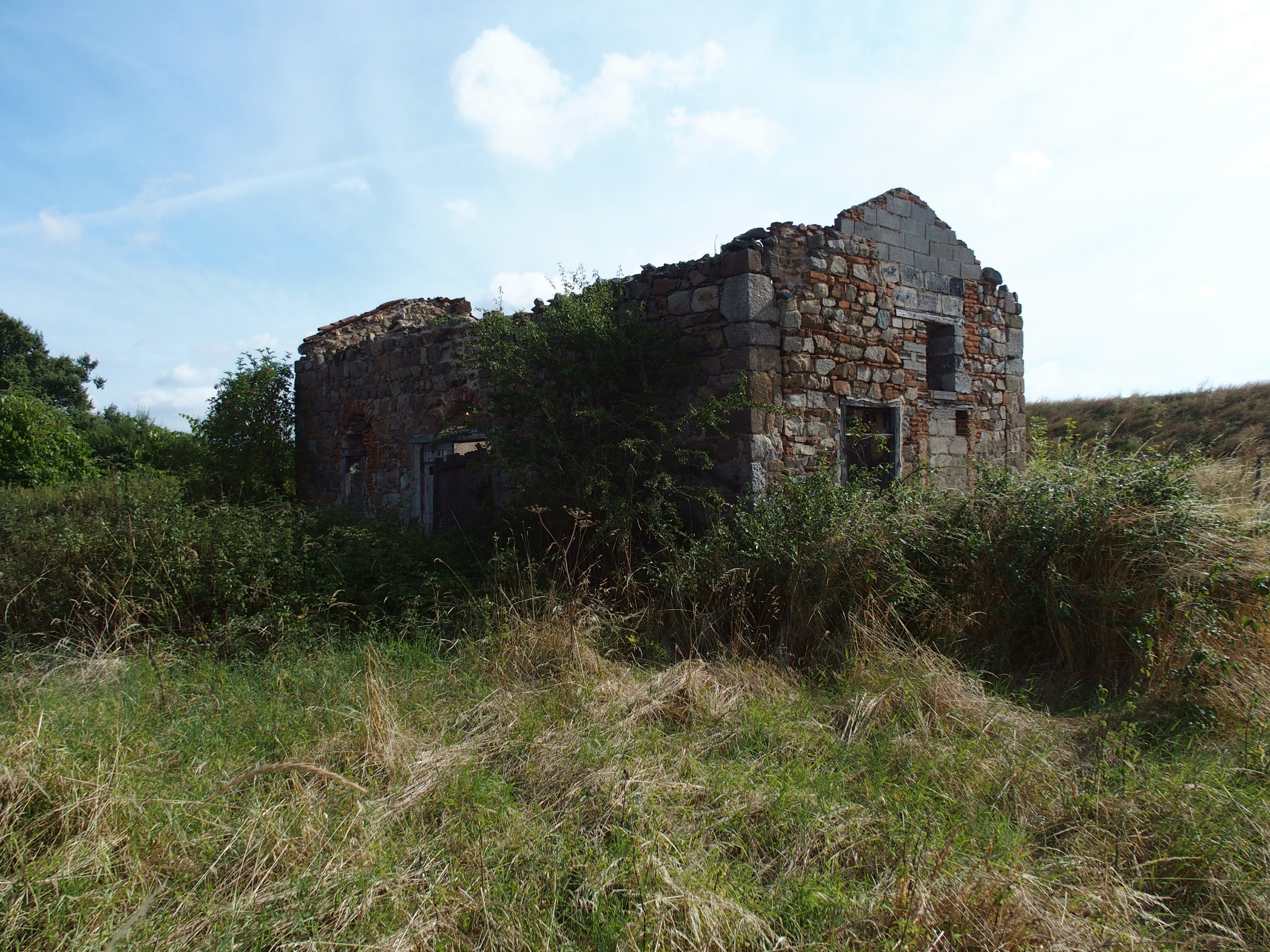
Biesse-dépôt locomotive (vestige).
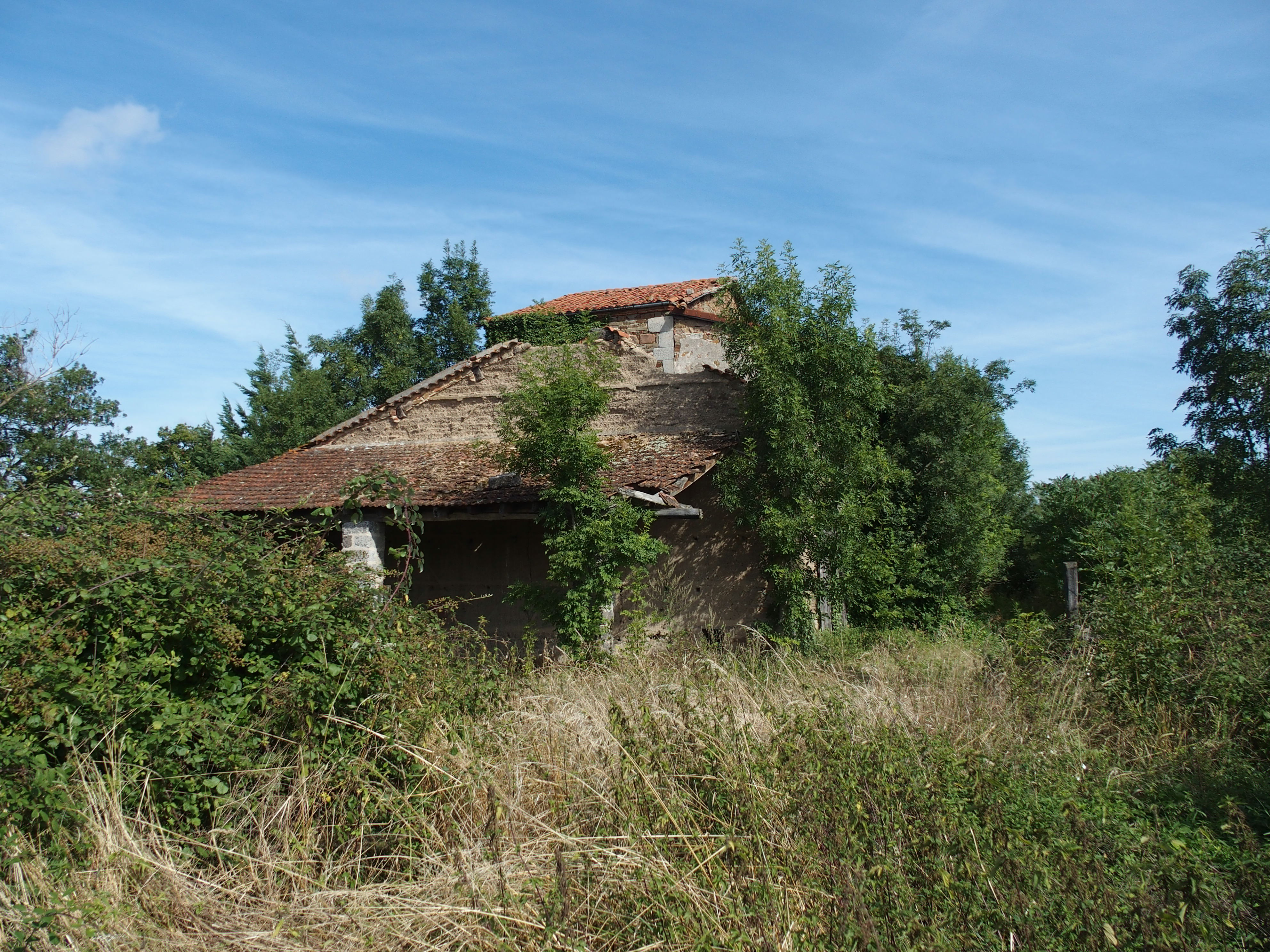
Biesse-bâtiment de la machine fixe (vestige).
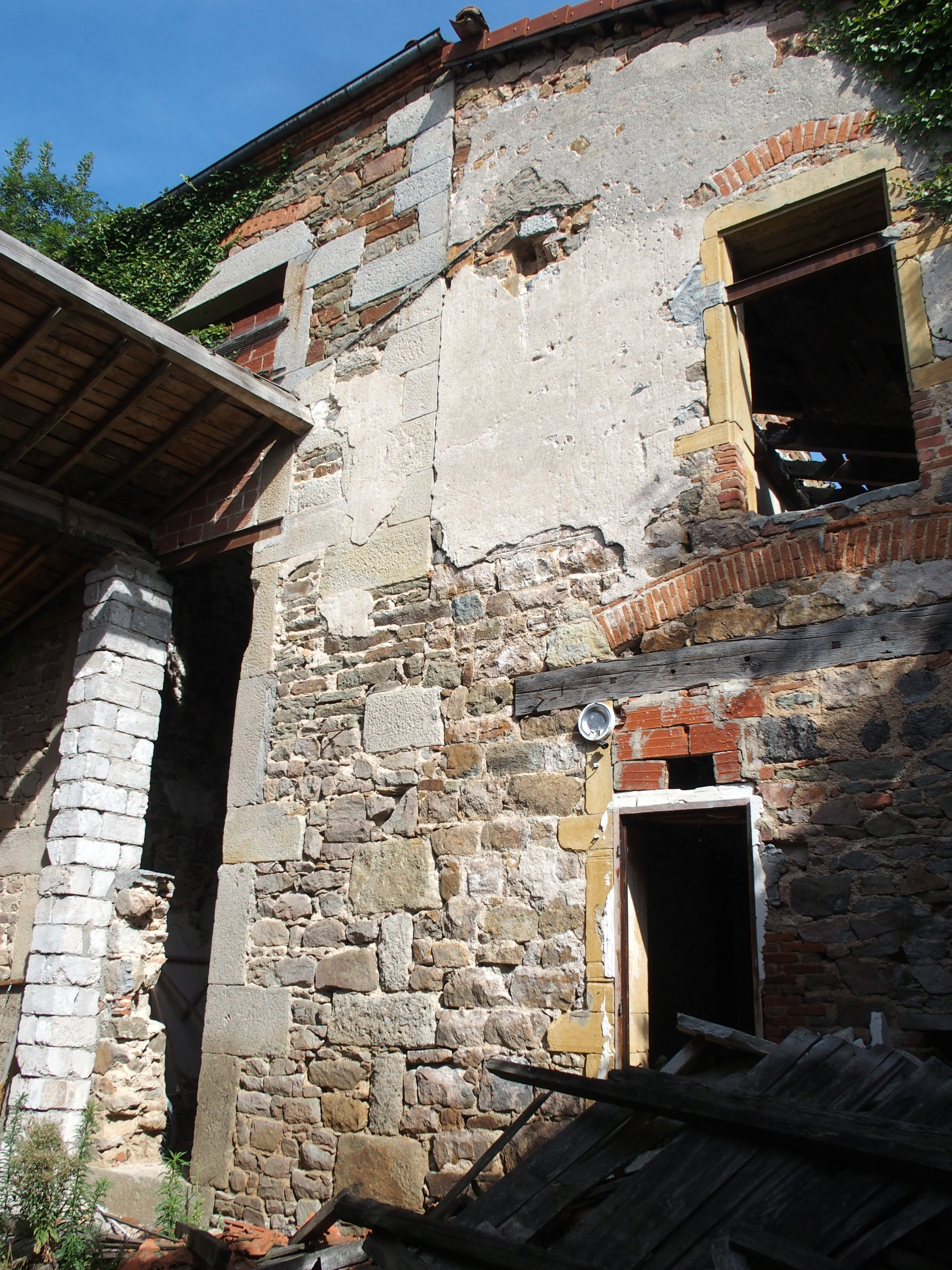
Biesse-bâtiment de la machine fixe (intérieur).
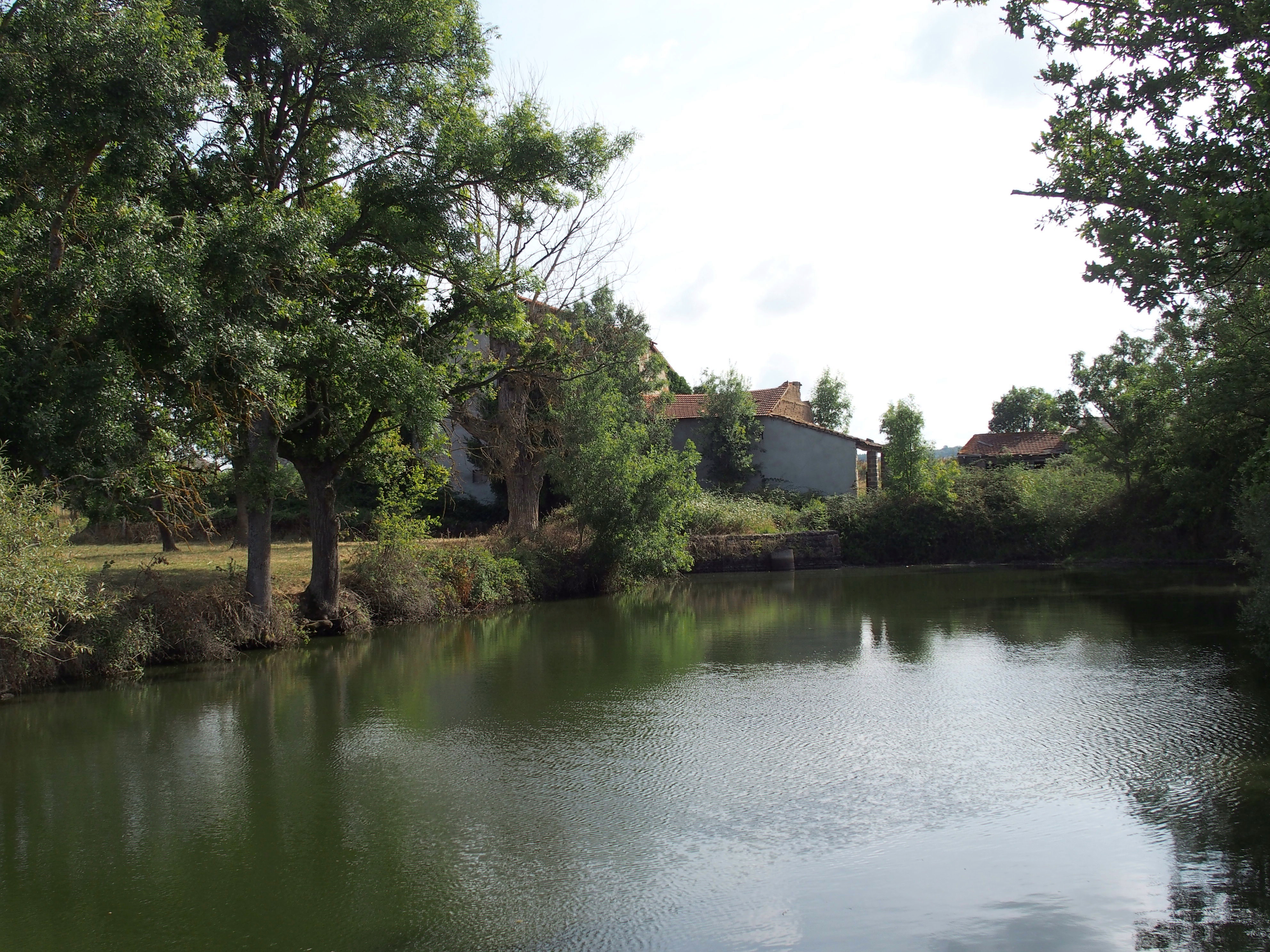
Biesse-bâtiment de la machine fixe (vue depuis plan d'eau).